# چندوجهی
| دوازده‌وجهی (جسم افلاطونی)     | دوازده‌وجهی ستاره‌ای کوچک (چندوجهی کپلر–پوآنسو) |
| بیست‌دوازده‌وجهی (جسم ارشمیدسی) | گنبد پنج‌ضلعی (گنبد)                           |
| سی لوزوجهی (جسم کاتالان)      | گرد پنج‌ضلعی (جسم جانسون)                      |

چندوجهی یک شیء صلب هندسی در فضای سه بعدی است که وجه‌هایی صاف (هر وجه در یک صفحه) و ضلع‌ها یا یال‌هایی واقع بر خط راست دارد. تا کنون تعریف واحدی برای آن ارائه نشده‌است. چهاروجهی از انواع هرم است و مکعب نمونه‌ای از یک شش وجهی است. چندوجهی می‌تواند محدب یا غیر محدب باشد.
چندوجهی‌هایی مثل هرم و منشور را با می‌توان اکستروژن (بیرون کشیدن) چندضلعی‌های دوبعدی ساخت. تنها تعداد محدودی از چندوجهی‌های محدب با وجوه منتظم و شکل گوشه‌های برابر می‌تواند وجود داشته باشد که شامل اجسام افلاطونی و اجسام ارشمیدسی می‌شود. برخی اجسام ارشمیدسی را می‌توان با بریدن هرم راس اجسام افلاطونی ساخت.
به دلیل سادگی ساختن، در غالب آثار معماری مانند گنبدهای ژئودزیک و اهرام از چندوجهی‌ها استفاده می‌شود. اخیراً نیز به علت استفاده از اشکال علاقه به سطوح چندوجهی افزایش یافته‌است. برخی مولکول‌ها و اتم‌های فشرده، به‌ویژه ساختارهای بلوری و هیدروکربن‌های افلاطونی و همچنین برخی شعاعیان شکلی شبیه اجسام افلاطونی دارند. از اجسام افلاطونی در ساخت تاس نیز استفاده می‌شود.
چندوجهی‌ها ویژگی‌ها و انواع گوناگونی دارند و در گروه‌های تقارنی مختلفی جای می‌گیرند. با اعمالی روی هر چندوجهی می‌توان چندوجهی‌های دیگری ساخت. بعضی از آنها با هم روابطی دارند. چندوجهی‌ها از عصر حجر مورد توجه بوده‌اند.

## تعاریف

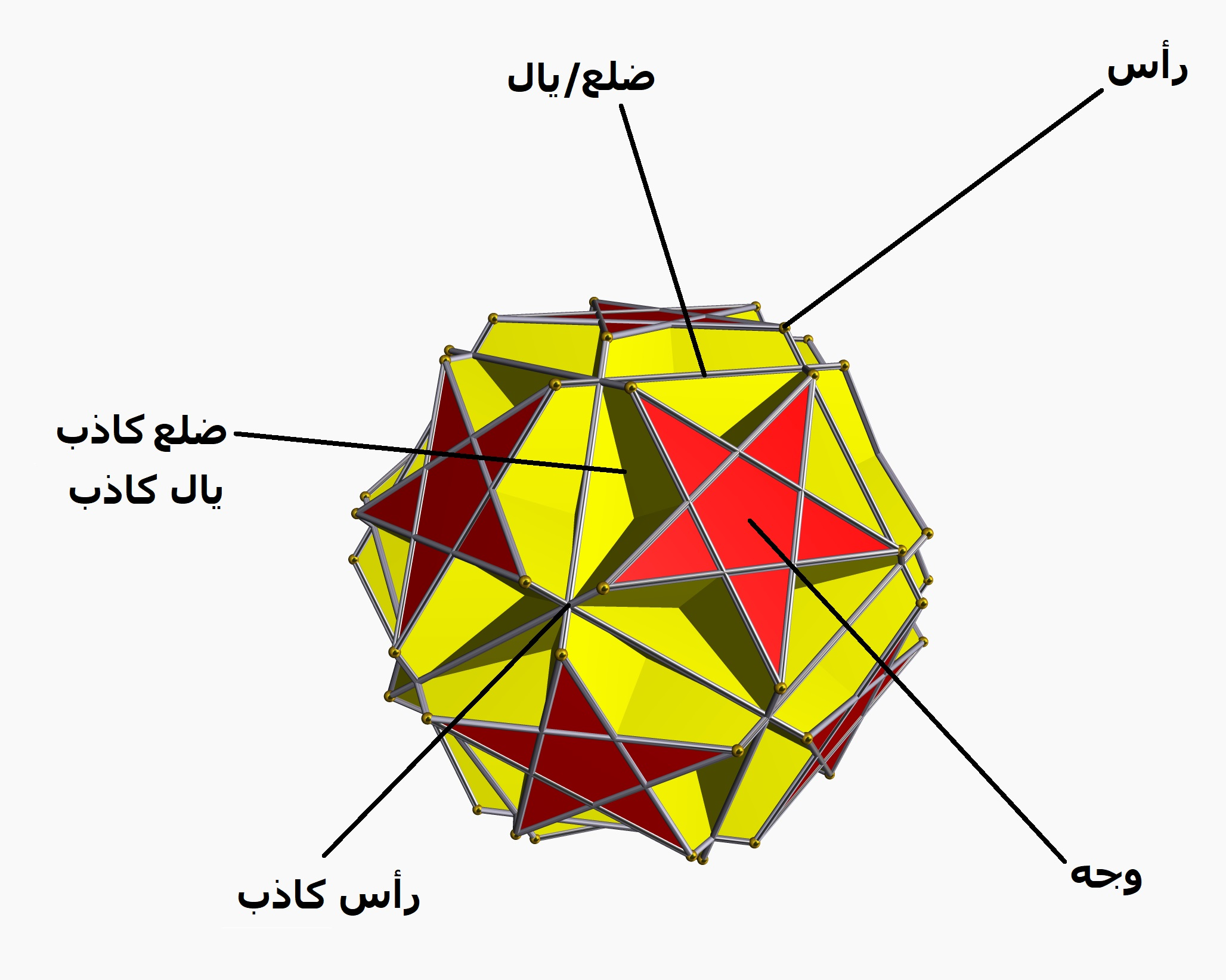
یک چندوجهی

چندوجهی‌های محدب به خوبی تعریف شده و خوش-تعریف‌اند به طوری که چندین تعریف معادل دارند. با این حال، تعریف صوری ریاضیاتی از چندوجهی‌هایی که لزوماً محدب نیستند مشکل‌ساز بوده‌است. بسیاری از تعاریف چندوجهی‌ها را در چهارچوب‌هایی خاص ارائه نموده‌اند، به طوری که برخی از سایرین مستحکم بوده و توافقی جهانی بر سر این که کدام یک را انتخاب کنند وجود ندارد. برخی از این تعاریف، اشکالی را که اغلب دیگران به عنوان چندوجهی برشمرده‌اند را مستثنی می‌کنند (همچون چندوجهی‌های خود-متقاطع) یا شامل اشکالی‌اند که اغلب به عنوان چندوجهیِ معتبر در نظر گرفته نمی‌شوند (همچون جامداتی که مرزهایشان منیفلد نیستند). چنانچه برانکو گرونباوم نیز مشاهده نمود:
«گناه اصلی در نظریه چندوجهی‌ها به اقلیدس بر می‌گردد و از او به کپلر، پوآنسو، کوشی و بسیاری دیگر تسری یافت … در هر مرحله … نویسندگان نتوانستند تعریف کنند که چندوجهی‌ها چه چیزهایی‌اند.»
با این وجود برسر این مسئله توافق نظر وجود دارد که «چندوجهی» شکلی در فضای سه‌بعدی است که شامل تعداد محدودی وجه تخت، ضلعِ راست، و رأس است به‌گونه‌ای که در هر ضلع دقیقاً دو وجه به هم برسند و در هر رأس دستکم سه رأس و سه وجه با هم برخورد کنند. هرگاه دو وجه در خطی که ضلع هیچ وجهی نیست تقاطع کنند به آن خط «ضلع کاذب» و هرگاه سه ضلع در نقطه‌ای که گوشه هیچ وجهی نیست تقاطع کنند به آن نقطه «رأس کاذب» گویند. معمولاً فضای محصور شده در درون این وجه‌ها (حجم) نیز جزء چندوجهی به‌شمار می‌رود.
از این تعاریف می‌توان به موارد زیر اشاره کرد:
- یک تعریف متداول و تا حدودی ساده از چند وجهی این است: شیء جامدی که سطوح بیرونی آن را می‌توان با تعداد زیادی وجه پوشش داد[۵][۶] یا اینکه یک جامد است که به صورت اتحاد چندوجهی‌های محدب شکل گرفته‌است.[۷] ارتقاء طبیعی این تعریف مستلزم این است که جامد مورد بحث کراندار بوده، فضای داخلی آن و احتمالاً مرز آن نیز هم‌بند باشند. وجوه چنین چندوجهی ای را می‌توان به عنوان فضای همبند قسمت‌های مرز درون هر یک از صفحاتی که آن را پوشانده‌اند، و ضلع‌ها و رئوس آنها را به عنوان بخش‌های خط و نقاطی که وجوه در آنها به هم می‌رسند، تعریف کرد. با این حال، چندوجهی تعریف شده به این روش شامل چندوجهی‌های ستاره‌ای متقاطع نیست که ممکن است وجوه آن را چندضلعی‌های ساده تشکیل ندهند و برخی از ضلع‌های آن متعلق به بیش از دو وجه باشد.[۸]
- تعاریف مبتنی بر ایده سطح محدود کننده و نه جامد نیز معمول است.[۹] به عنوان مثال، اورورک (۱۹۹۳) چندوجهی را به عنوان اجتماع چندضلعی‌های محدب (وجوه آن) تعریف می‌کند. این چند ضلعی‌ها به گونه‌ای در فضا آرایش یافته‌اند که تقاطع (یا اشتراک) هر دو چندضلعی یک راس یا ضلع مشترک یا مجموعه تهی است، به طوری که اجتماعشان یک منیفلد است.[۱۰] اگر یک قسمت مسطح از چنین رویه‌ای خود چندضلعی محدبی نباشد، اورورک این شرط را می‌گذارد که آن قسمت باید به قطعاتی تقسیم‌بندی شوند که هر کدام چندضلعی‌های محدب کوچکتری بوده به گونه‌ای که زوایای دووجهی بینشان تخت باشند. تا حدودی به‌طور کلی تر، برانکو گرونباوم یک چندوجهی را به عنوان مجموعه‌ای از چندضلعی‌های ساده تعریف می‌کند که یک منیفلد تعبیه شده را تشکیل می‌دهند، با هر راس که حداقل سه ضلع به آن می‌رسد و هر دو وجه فقط در راس‌ها و ضلع‌های مشترک هر یک از هم تلاقی می‌کنند.[۱۱] کتاب چندوجهی‌های کرامول تعریف مشابهی ارائه می‌دهد اما بدون محدودیت حداقل سه ضلع در هر راس. باز هم، این نوع تعریف شامل چندوجهی‌های متقاطع نیست[۱۲] مفاهیم مشابه اساس تعاریف توپولوژیک از چند وجهی را تشکیل می‌دهند، به عنوان زیرمجموعه‌های یک منیفلد توپولوژیکی به دیسک‌های توپولوژیک (وجه‌ها) که تقاطع‌های دوتایی آنها به صورت نقطه (رئوس)، قوس‌های توپولوژیکی (ضلع‌ها) یا مجموعه تهی است. با این حال، چندوجهی توپولوژیکی (حتی با مثلث‌های تمام وجه) وجود دارد که نمی‌توان آنها را به عنوان چند وجهی هندسی درک کرد.[۱۳]
- تعریف مدرن‌تری مبتنی بر نظریه چندوجهی‌های مجرد نیز رواج دارد. این چندوجهی‌ها را می‌توان به صورت مجموعه‌هایی با ترتیب جزئی تعریف نمود، به گونه ای که عناصر آنها راس‌ها، ضلع‌ها و وجه‌های یک چندوجهی هستند. هنگامی که راس یا ضلع کوچک‌تر از ضلع یا وجه باشد، یک عنصر راس یا ضلع کم‌تر از عنصر ضلع یا وجه است (به این ترتیب جزئی). علاوه بر این، ممکن است یکی از عناصر زیرین ویژه این ترتیب جزئی (نشان دهنده مجموعه تهی) و یک عنصر بالا نشان دهنده کل چندوجهی باشد. اگر بخشهای ترتیب جزئی بین عناصر سه وجه از هم فاصله داشته باشند (یعنی بین هر وجه و عنصر پایین و بین عنصر بالا و هر راس) ساختار مشابه نمایش انتزاعی یک چند ضلعی را دارند، سپس این مجموعه‌هایی که مرتب شده‌اند دقیقاً همان اطلاعات را با چند وجهی توپولوژیکی حمل می‌کنند. با این حال، این الزامات اغلب سهل‌گیرانه هستند، در عوض فقط به این نیاز است که مقاطع بین عناصر دو وجه از یکدیگر دارای ساختار مشابه نمایش انتزاعی یک بخش خط باشند.[۱۴] (این بدان معنی است که هر ضلع شامل دو رأس است و به دو وجه تعلق دارد و هر رأس در یک وجه به دو ضلع آن وجه تعلق دارد) چند وجهی هندسی، که به روش‌های دیگر تعریف شده‌است، می‌تواند به صورت انتزاعی از این طریق توصیف شود، اما همچنین می‌توان از چندوجهی انتزاعی به عنوان اساس تعریف چندوجهی هندسی استفاده کرد. تحقق یک چندوجهی انتزاعی به‌طور کلی به عنوان نگاشتی از رئوس چندوجهی انتزاعی به نقاط هندسی در نظر گرفته می‌شود، بدین ترتیب که نقاط هر وجه به صورت همسطح است. پس می‌توان یک چندوجهی هندسی را به عنوان تحقق چندوجهی انتزاعی تعریف کرد.[۱۵] تحققاتی که الزام مسطح بودن را حذف می‌کنند، الزامات اضافی تقارن را تحمیل کرده یا رئوس را به فضاهای ابعاد بالاتر می‌نگارند نیز در نظر گرفته شده‌اند.[۱۴] تعریف اخیر، برخلاف تعاریفی که بر مبنای جامدات و رویه‌ها ارائه شده‌اند، برای چندوجهی ستاره‌ای کاملاً مناسب می‌باشد. با این حال، بدون محدودیت‌های اضافی، این تعریف اجازه می‌دهد تا چندوجهی تبهگن یا بی‌وفا (به عنوان مثال، با نگاشت تمام رئوس در یک نقطه واحد) ساخت و این سؤال که: «چگونه تحقق بخشی از این‌ها را محدود کنیم تا از این تبهگنی‌ها جلوگیری شود؟» نیز لاینحل باقی مانده‌است.

در همه این تعاریف، یک چندوجهی به عنوان یک نمونه سه بعدی از پلیتوپ کلی تر در هر تعداد ابعاد قابل درک است. به عنوان مثال، یک چندضلعی جسمی دو بعدی دارد و هیچ وجهی ندارد، در حالی که یک چهار پلیتوپ دارای یک بدنه چهار بعدی و یک مجموعه اضافی از «سلول» های سه بعدی است. با این حال، برخی از متون مربوط به هندسه ابعاد بالاتر از اصطلاح «چندوجهی» برای معنای دیگری استفاده می‌کنند: نه یک پلیتوپ سه بعدی، بلکه شکلی است که به نوعی با یک پلیتوپ متفاوت است. به عنوان مثال، برخی منابع چندضلعی محدب را به عنوان محل تلاقی بسیاری از نیم‌فضاها و یک پلیتوپ را به صورت چندوجهی کراندار تعریف می‌کنند. در این مقاله تنها به چندوجهی ۳ بعدی پرداخته شده‌است.

### زوایا
هر چندوجهی دارای سه نوع زاویه است که عبارتند از:
1. زاویه مسطحه: به هر کدام از زوایای گوشه وجوه چندضلعی‌های چندوجهی زاویه مسطحه گویند.
2. زاویه فضایی:به هر کدام از زوایایی که چندوجهی در فضای سه بعدی روی رأس می‌پوشاند زاویه فضایی گویند. هر کدام از این زوایا با سه یا بیشتر از ۳ زاویه زاویه صاف محصور شده‌اند.
3. زاویه دووجهی:به هر کدام از زوایایی که بین دو وجه چندوجهی پدید آیند، زاویه دووجهی گویند.[۱۸]

### سطح چندوجهی
«سطح چندوجهی» حاصل به‌هم پیوستن تعداد محدودی وجه چندضلعی تخت است و ملزوماً فضایی را محصور نمی‌کند. در سطوح چندوجهی می‌توان اضلاع مرزی و رئوس مرزی (تنها در زمانی که سطح چندوجهی شامل فقط یک وجه باشد) داشت.
اخیراً به علت استفاده از اشکال علاقه به سطوح چندوجهی در معماری افزایش یافته‌است.

## مفاهیم دیگر

### محدب بودن

یک چندوجهی غیر محدب.

چندوجهی محدب چندوجهی‌ای است که جسمی محدب را مشخص می‌کند. این شرایط را می‌توان به روشهای مختلف معادل بیان کرد:
- برای هر جفت از نقاط جسم، خطی که آنها را به هم وصل می‌کند کاملاً در جسم موجود است (این تعریف معمول مجموعه محدب در فضا است).
- برای هر جفت رأس، خطی که آنها را به وصل می‌کند کاملاً در جسم موجود است.
- صفحه حاوی هر وجه، فضا را به دو نیمه تقسیم می‌کند و چند وجهی کاملاً در یکی از این دو نیمه قرار دارد.

چند وجهی غیر محدب را گاهی مقعر می‌نامند.

### اسکلت

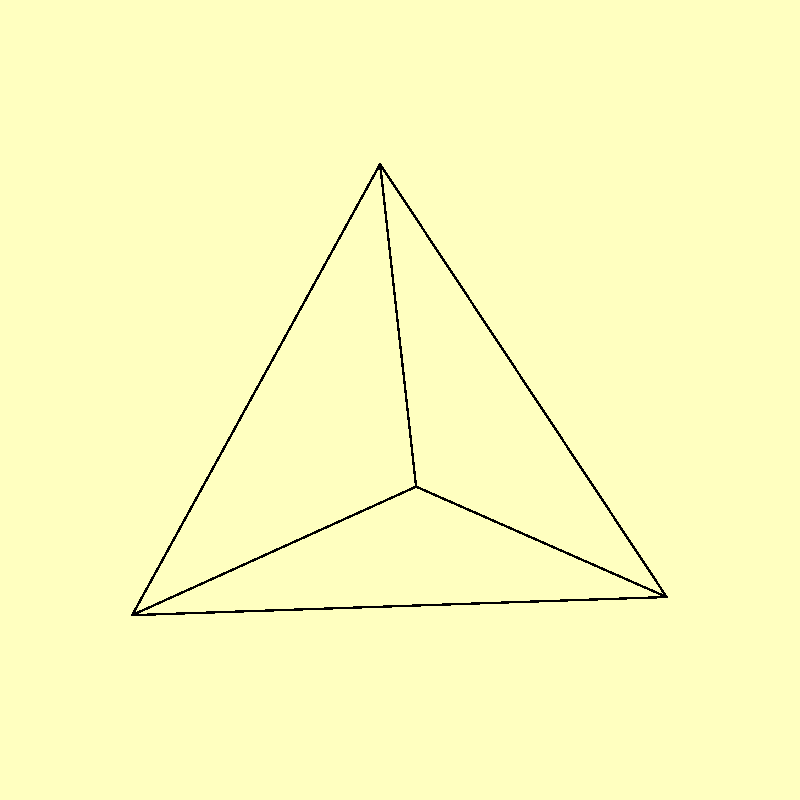
اسکلت چهاروجهی که روی صفحه نمایش داده شده.

رئوس و ضلع‌های چندوجهی گرافی را تشکیل می‌دهند که اسکلت چند وجهی نامیده می‌شود. به عنوان مثال، اسکلت چهار وجهی یک گراف کامل با ۴ راس است.
اسکلت چند وجهی محدب یک گراف مسطح است و به همین دلیل قضیه چندوجهی اویلر (که در ادامه توضیح داده خواهد شد) در آن صدق می‌کند: در واقع می‌توان گراف را از یک نقطه داخلی چندوجهی بر روی هر کره ای که در آن نقطه قرار دارد نمایش داد و سپس با استفاده از تصویر کردن استریوگرافیک به روی صفحه نمایش داد. گراف یک چندوجهی پیچیده‌تر ممکن است مسطح نباشد.

### تور
آیا هر چندوجهی محدب، توری ساده است؟

یکی از تورهای دوازده وجهی منتظم.

تورِ (Net) یک چند وجهی، شکل مسطحی است که از تعدادی چندضلعی در امتداد برخی طرف‌ها تشکیل شده‌است، که می‌تواند در فضا خم شود تا بسته شود و یک چندوجهی تشکیل دهد. تور ابزاری کاربردی برای ساخت چندوجهی کاغذی است.
در سال ۱۹۷۵، جی.سی. شپارد پرسید که آیا هر چندوجهی محدب حداقل دارای یک تور ساده است؟ این سؤال که به عنوان حدس دورر یا مسئله تور دورر یا حدس شپارد نیز شناخته می‌شود، بی پاسخ مانده‌است.

## خواص توپولوژیکی
خصوصیات توپولوژیکی چندوجهی آن ویژگی‌هایی است که فقط شکل جهانی آن را توصیف می‌کند. به عنوان مثال چندوجهی‌های محدب همه دارای فرم توپولوژیکی یکسان هستند: آنها «از نظر توپولوژیکی» برابر با یک کره هستند. این چندوجهی‌ها ساده نامیده می‌شوند. برای چندوجهی‌های ساده فرمول مهمی به نام قضیه چندوجهی اویلر وجود دارد که در ادامه به آن پرداخته خواهد شد.

### توپولوژی رویه
رویه یک چندوجهی اتحاد وجوه آن است. در برخی موارد، مانند بیست وجهی بزرگ نشان داده شده در شکل، این وجوه‌ها می‌توانند تلاقی کنند و در نتیجه شکل پیچیده‌ای را تشکیل می‌دهند. وقتی این اتفاق می‌افتد، ممکن است مشخص نباشد که کدام قسمت جسم از فضا در واقع توسط وجه‌ها «در نظر گرفته شده» است. این پدیده مشابه پدیده‌ای است که در فضای ۲بعدی برای چندضلعی‌های ستاره ای رخ می‌دهد.
در بیشتر موارد مورد مطالعه، وجه‌ها با هم تلاقی ندارند و در واقع رویه‌ای را تشکیل می‌دهند که از نقطه نظر توپولوژیک قابل مطالعه است: یعنی شکل جهانی آن توصیف می‌شود، با نادیده گرفتن زوایای تشکیل شده به صورت محلی توسط ضلع‌ها و رئوس مختلف. یک رویه همیشه بخشی از فضا را مشخص می‌کند.
از نظر توپولوژیک، یک سطح در فضا بیش از هر چیز با «تعداد قطعات جدا شده» و «تعداد سوراخ» مشخص می‌شود. وقتی این قطعه از یک قطعه تشکیل شده باشد و هیچ روزنه‌ای نداشته باشد، معادل کره است. قطعات جداگانه و تعداد حفره‌ها در ریاضیات به ترتیب با مفهوم فضای متصل و جنسیت متصل شده رسمی می‌شوند. چندوجهی دارای سوراخ دارای رویه‌ای به شکل چنبره است.

### طبقه‌بندی توپولوژیکی
برخی از چندوجهی‌ها دارای دو طرف مشخص در سطح خود هستند. به عنوان مثال، می‌توان به داخل و خارج یک مدل کاغذی چندوجهی محدب رنگ متفاوتی داد (اگرچه رنگ داخلی از دید پنهان خواهد شد). این چندوجهی‌ها جهت‌دار هستند. همین امر در مورد چندوجهی‌های غیر محدب و غیر خود-متقاطع نیز صدق می‌کند. برخی از چندوجهی‌های غیر محدب خود-متقاطع می‌توانند به همان شیوه رنگی شوند اما مناطق آنها زیر و رو می‌شود به طوری که هر دو رنگ زده شده در خارج در مکان‌های مختلفی ظاهر می‌شوند. اینها هنوز هم جهت دار در نظر گرفته می‌شوند. با این حال، برای برخی دیگر از چندوجهی‌های خود-متقاطع با وجه‌های چندضلعی‌های ساده، رنگ آمیزی دو طرف هر وجه با دو رنگ متفاوت به طوری که وجه‌های مجاور دارای رنگ‌های ثابت باشند امکان‌پذیر نیست. در این حالت گفته می‌شود که چندوجهی جهت‌ناپذیر است. برای چندوجهی با وجه‌هایی که از هم عبور می‌کنند، ممکن است مشخص نباشد که وجه‌های مجاور به‌طور یکسان رنگ‌آمیزی می‌شوند، اما برای این چند وجهی‌ها هنوز هم می‌توان با در نظر گرفتن یک مجموعه سلول توپولوژیکی با همان اتفاقات بین رئوس، ضلع‌ها و وجه‌های آن جهت دار بودن یا نبودن چندوجهی را مشخص کرد.

### مشخصه اویلر و قضیهٔ چندوجهی اویلر
مشخصه اویلر مشخصه‌ای است که با حرف یونانی خی ({\displaystyle \chi \,}) نشان داده شده و در ابتدا برای چندوجهی‌ها و به شکل زیر تعریف شد:
{\displaystyle \chi =V-E+F\,\!}
که V, E و F به‌ترتیب تعداد رأس‌ها، اضلاع و وجه‌های چندوجهی هستند.
قضیه چندوجهی اویلر بیان می‌کند همواره مشخصه اویلر چندوجهی‌های محدب برابر ۲ است. جدول زیر قضیه چندوجهی اویلر را روی برخی چندوجهی‌های محدب بررسی می‌کند:
| نام                | تصویر | خانواده        | رأس‌ها V | اضلاع E | وجه‌ها F | مشخصهٔ اویلر: V − E + F |
| ------------------ | ----- | -------------- | ------- | ------- | ------- | ---------------------- |
| چهاروجهی منتظم     |       | اجسام افلاطونی | ۴       | ۶       | ۴       | ۲                      |
| چهاروجهی بریده شده |       | اجسام ارشمیدسی | ۱۲      | ۱۸      | ۸       | ۲                      |
| دوازده‌مثلث وجهی    |       | اجسام کاتالان  | ۸       | ۱۸      | ۱۲      | ۲                      |

برای اشکال پیچیده‌تر، مشخصه اولر مربوط به تعداد سوراخ‌ها و عوامل دیگر است و کمتر از ۲ خواهد بود.
مشخصه اویلر چندوجهی‌های ستاره‌ای متغیر است.
جدول زیر مشخصه اویلر برخی چندوجهی‌های ستاره‌ای را بیان می‌کند:
| نام                           | تصویر | خانواده                     | رأس‌ها V | اضلاع E | وجه‌ها F | مشخصهٔ اویلر: V − E + F |
| ----------------------------- | ----- | --------------------------- | ------- | ------- | ------- | ---------------------- |
| دوازده وجهی بزرگ              |       | ستاره‌ای منتظم (کپلر-پوآنسو) | ۱۲      | ۳۰      | ۱۲      | ۶-                     |
| بیست دوازده وجهی بزرگ         |       | ستاره‌ای شبه منتظم           | ۳۰      | ۶۰      | ۳۲      | ۲                      |
| بیست دوازده دوازده وجهی اسناب |       | ستاره‌ای نیمه منتظم          | ۶۰      | ۱۸۰     | ۱۰۴     | ۱۶-                    |

### چندوجهی چنبرواری

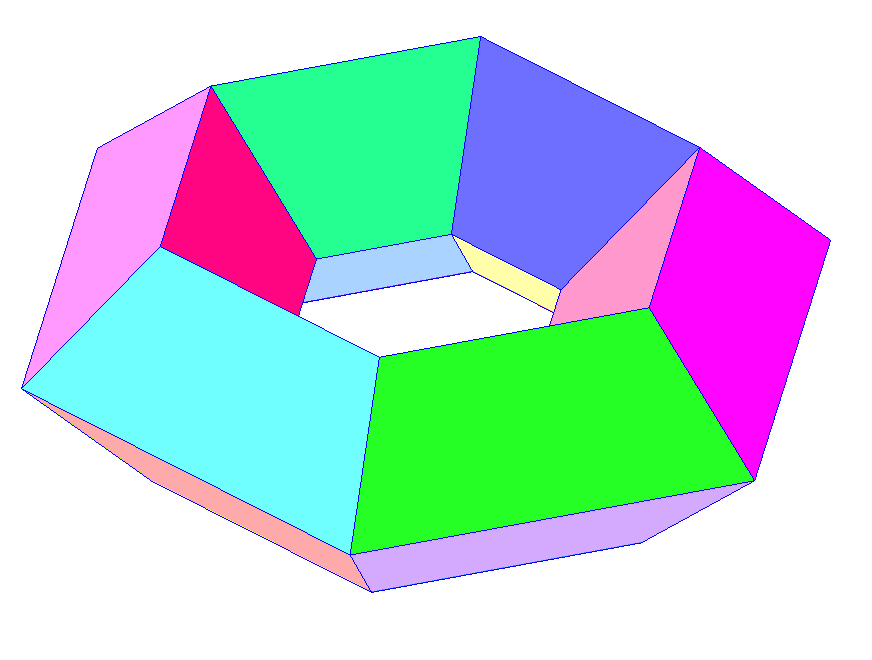
یک چندوجهی چنبرواری

چندوجهی چنبرواری نوعی چندوجهی است که علاوه بر چندوجهی بودن یک چنبروار نیز هست و دارای ۱ یا بیش از یک سوراخ است. چندوجهی چنبرواری به عنوان مجموعه‌هایی از چندضلعی‌ها تعریف می‌شود که در ضلع‌ها و رئوس آن به هم می‌رسند و یک منیفولد را تشکیل می‌دهند؛ یعنی هر ضلع باید دقیقاً توسط دو چندضلعی احاطه شود و پیوند اجزا در هر راس باید یک چرخه منفرد باشد که بین ضلع‌ها و چندضلعی‌هایی که در آن راس قرار دارند متناوب باشد. برخی از نویسندگان عبارت «چندوجهی چنبرواری» را به معنای دقیق تر نوعی چندوجهی که از نظر توپولوژیکی معادل چنبره (با یک سوراخ) است محدود می‌کنند.
در یک چندوجهی چنبرواری با N سوراخ مشخصه اویلر نامثبت بوده و برابر با V − E + F = ۲ − ۲N می‌باشد.

## ویژگی‌ها و مشخصه‌های دیگر

### تعداد وجوه
چندوجهی‌ها بر اساس تعداد وجوهشان و بر اساس یونانی کلاسیک دسته‌بندی و نام‌گذاری می‌شوند؛ مثلاً tetrahedron (چهاروجهی) به معنی چندوجهی با چهار وجه، pentahedron (پنج‌وجهی) به معنی چندوجهی با پنج وجه، hexahedron (شش‌وجهی) به معنی چندوجهی با شش وجه است و الی آخر به همین شکل نام‌گذاری می‌گردند.

### شکل گوشه‌ها
برای هر رأس می‌توان یک شکل گوشه تعریف کرد که شکل چندوجهی را در اطراف رأس مشخص می‌کند. تعاریف دقیق متغیرند، اما می‌توان شکل گوشه را شکلی تعریف کرد که در اثر بریدن راس چندوجهی پدید می‌آید. اگر چندضلعی حاصل از این فرایند منتظم باشد، رأس منتظم شمرده می‌شود.

#### نماد رأس
نماد رأس یا پیکربندی رأس علامتی اختصاری برای نشان دادن شکل گوشه یک چندوجهی یا کاشی‌کاری به عنوان دنباله‌ای از وجه‌ها در اطراف یک راس است. برای چندوجهی‌های یکنواخت فقط یک نوع شکل گوشه وجود دارد و بنابراین پیکربندی راس کاملاً چند وجهی را تعریف می‌کند.
نماد راس به عنوان دنباله‌ای از اعداد ارائه شده‌است که تعداد اضلاع وجه‌های اطراف راس را نشان می‌دهد. علامت گذاری «a.b.c» یک راس را توصیف می‌کند که دارای ۳ وجه در اطراف آن است که a و b و c ضلع دارند.
| بیست دوازده وجهی | شکل گوشه اش که با نماد رأس به شکل ۳٫۵٫۳٫۵ یا ۲(۳٫۵) نمایش داده می‌شود. |

برخلاف محل شروع، ترتیب مهم است؛ مثلاً ۳٫۵٫۳٫۵ با ۵٫۳٫۵٫۳ برابر امّا با ۳٫۳٫۵٫۵ متفاوت است. عناصر تکرار شده را می‌توان برای نشان دادن جمع کرد؛ مثلاً ۳٫۵٫۳٫۵ را می‌توان به شکل ۲(۳٫۵) نمایش داد.

#### پیکربندی وجه

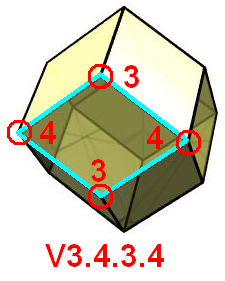
پیکربندی وجه دوازده لوزوجهی.

دوگان‌های یکنواخت که وجه متقارنند، می‌توانند با علامات اختصاری مشابهی با پیکربندی رأس که پیکربندی وجه نامیده می‌شود نشان داده شوند. این نمادها با یک V برای اختلاف نشان داده می‌شوند. این نماد به شکل شمارش متوالی تعداد وجوهی که در رئوس اطراف وجه قرار دارند مشخص می‌شوند. مثلاً پیکربندی وجه دوازده لوز وجهی V۳٫۴٫۳٫۴ یا ۲(۳٫۴)V است.

### زاویه داخلی چندوجهی
چندوجهی‌ها از چندضلعی‌های منتظم درست شده اند. چندوجهی‌ها مثل چندضلعی‌ها زاویه داخلی و خارجی دارند.
زاویه داخلی چندوجهی‌ها بر اساس تعداد وجوه و اضلاع راس بدست می‌آید.
مثلا چهاروجهی چهار تا مثلث متساوی الاضلاع دارد و اندازه زاویه داخلی وجه آن 60 درجه است و مجموع زاویه داخلی آن برابر با180درجه است.ولی چهاروجهی مجموع زاویه داخلی فضایی‌اش برابر با720 درجه است.
پس مجموع زاویه داخلی و اندازه زاویه داخلی به ترتیب بر این اساس نوشته می‌گردد.
{\displaystyle 180n[(n'-2)]}
{\displaystyle {\frac {180}{n'}}n[(n'-2)]}

### حجم
جامدات چندوجهی دارای یک مقدار مشخص به نام حجم هستند که میزان فضای اشغال شده را اندازه‌گیری می‌کند. خانواده‌های ساده چندوجهی‌ها ممکن است فرمول‌های ساده‌ای برای حجم خود داشته باشند. به عنوان مثال، حجم اهرام، منشورها و موازی‌السطوح‌ها را می‌توان به راحتی بر اساس طول ضلع یا مشخصات دیگر بیان کرد.
حجم چندوجهی‌های پیچیده‌تر ممکن است فرمول‌های ساده‌ای نداشته باشند. با تقسیم چندوجهی به قطعات کوچک‌تر، حجم این چندوجهی‌ها محاسبه می‌شود. به عنوان مثال، می‌توان حجم یک چندوجهی منتظم را با تقسیم آن به هرم‌های برابر محاسبه کرد، به این شکل که که هر هرم دارای یک وجه از چندوجهی به عنوان قاعده و مرکز چندوجهی به عنوان راس آن است.
به‌طور کلی، می‌توان از قضیه دیورژانس استخراج کرد که حجم یک جامد چندوجهی توسط آن داده می‌شود:{\displaystyle {\frac {1}{3}}\left|\sum _{F}(Q_{F}\cdot N_{F})\operatorname {area} (F)\right|,}
که در آن مجموع روی وجوه F چندوجهی است، {\displaystyle Q_{F}} نقطه‌ای دلخواه روی وجه F بوده، {\displaystyle N_{F}} بردار واحد عمود بر F به سمت بیرون چندوجهی و نقطه ضرب ضرب داخلی است.

### مساحت
جامدات چندوجهی دارای یک مقدار مشخص به نام مساحت هم هستند که میزان سطح رویه وجه های چندوجهی را محاسبه و اندازه‌گیری می‌کند. خانواده‌های ساده چندوجهی‌ها ممکن است فرمول‌های ساده ای برای مساحت خود داشته باشند. به عنوان مثال،مساحت اهرام، منشورها و متوازی السطوح‌ها را می‌توان به راحتی بر اساس طول ضلع یا مشخصات دیگر بیان کرد.اما چندوجهی ها به دلیل انواع زیادشان ممکن است مساحت پیچیده داشته باشند.(مثل مساحت چندضلعی ها)
مساحت چندوجهی های منتظم دارای مساحت رویه هستند.وجه‌های چندوجهی منتظم،چندضلعی منتظم است.چندوجهی های ثابت مثل منشور٬هرم٬متوازی‌السطوح مساحت های ثابتی دارند.هرم ها و منشورهای چندوپهلو نیز بر اساس مساحت منشور بدست می‌آید اما چون قاعده منشور٬چندضلعی منتظم می‌باشد٬براساس مجموع مساحت چندضلعی و مساحت جانبی منشور(محیط چندضلعی×ارتفاع)بدست می‌آید.
مساحت چندوجهی:{\displaystyle n[{\frac {1}{4}}n'a^{2}cot({\frac {\pi }{n'}})]}.
nدر اینجا تعداد وجه و'nتعداد ضلع چندضلعی است عددπدر اینجا برحسب رادیان است

### نماد اشلفلی
نماد اشلفلی نوعی نشانه گذاری برای پلیتوپهای منتظم، از جمله چندوجهی‌های منتظم است.
چندوجهی‌های منتظم به شکل {p,q} نشانه گذاری می‌شوند که در آن q نماد اشلفلی شکل گوشه‌ها بوده و p هم نماد اشلفلی چندضلعی هر وجه است.
نماد اشلفلی چندضلعی منتظم محدب به شکل {p} است که در آن p تعداد اضلاع است. نماد اشلفلی چندضلعی منتظم مقعر (ستاره ای) به شکل {p/q} است که در آن p تعداد رئوس و q تعداد اضلاع میان دو رأس در وصل کردن رئوس چندضلعی محدب منتظم برای ساختن آن است.
چندوجهی‌هایی که نماد اشلفلی آنها قرینه باشند، دوگان یکدیگرند.

#### نماد اشلفلی چندوجهی‌های شبه منتظم نیمه منتظم
کاکستر با افزودن یک بعد عمودی به نماد اشلفلی، استفاده از نماد اشلفلی را به چندوجهی شبه منتظم گسترش داد. در اینجا نماد اشلفلی بعضی چندوجهی‌های نیمه منتظم و شبه منتظم دیده می‌شود:
| شکل                                  | نمادهای اشلفلی                                      | نمادهای اشلفلی | نمادهای اشلفلی | تقارن              | نمودار کاکسیتر-دینکین | نمودار کاکسیتر-دینکین | مثال، {۴٬۳} | مثال، {۴٬۳}             | مثال، {۴٬۳} |
| ------------------------------------ | --------------------------------------------------- | -------------- | -------------- | ------------------ | --------------------- | --------------------- | ----------- | ----------------------- | ----------- |
| منتظم                                | {\displaystyle {\begin{Bmatrix}p,q\end{Bmatrix}}}   | {p,q}          | {t0{p,q        | [p,q] یا [(p,q,2)] |                       |                       |             | مکعب                    |             |
| بریده شده                            | {\displaystyle t{\begin{Bmatrix}p,q\end{Bmatrix}}}  | {t{p,q         | {t0,1{p,q      | [p,q] یا [(p,q,2)] |                       |                       |             | مکعب بریده شده          |             |
| دوبریده (بریده دوگان)                | {\displaystyle t{\begin{Bmatrix}q,p\end{Bmatrix}}}  | {2t{p,q        | {t1,2{p,q      | [p,q] یا [(p,q,2)] |                       |                       |             | هشت وجهی بریده شده      |             |
| اصلاح شده (بریده شده تا وسط یال‌ها)   | {\displaystyle {\begin{Bmatrix}p\\q\end{Bmatrix}}}  | {r{p,q         | {t1{p,q        | [p,q] یا [(p,q,2)] |                       |                       |             | مکعب هشت وجهی           |             |
| دو بریده کامل (دوگان منتظم)          | {\displaystyle {\begin{Bmatrix}q,p\end{Bmatrix}}}   | {2r{p,q        | {t2{p,q        | [p,q] یا [(p,q,2)] |                       |                       |             | هشت وجهی                |             |
| گسترش داده شده (اصلاح شده اصلاح شده) | {\displaystyle r{\begin{Bmatrix}p\\q\end{Bmatrix}}} | {rr{p,q        | {t0,2{p,q      | [p,q] یا [(p,q,2)] |                       |                       |             | لوز مکعب هشت وجهی       |             |
| همه بریده (بریده اصلاح شده)          | {\displaystyle t{\begin{Bmatrix}p\\q\end{Bmatrix}}} | {tr{p,q        | {t0,1,2{p,q    | [p,q] یا [(p,q,2)] |                       |                       |             | مکعب هشت وجهی بریده شده |             |
| اسناب شده                            | {\displaystyle s{\begin{Bmatrix}p\\q\end{Bmatrix}}} | {sr{p,q        | {ht0,1,2{p,q   | [p,q]+             |                       |                       |             | مکعب اسناب              |             |

### ناوردای دن

تبدیل مربع به مثلث (در فضای ۲بعدی) با استفاده از قضیه بولیای - گروین.

تبدیل دو چندوجهی با حجم و ناوردای دن برابر صفر (در فضای ۳بعدی) به هم.

در دو بعد، قضیه بولیای - گروین می‌گوید که می‌توان هر چندضلعی را با برش دادن آن به قطعات چندضلعی‌های کوچکتر و مرتب‌سازی مجدد آنها، به چندضلعی ای دیگر با همان مساحت تبدیل کرد. سؤالی مشابه برای چندوجهی موضوع سومین مسئله هیلبرت بود. ماکس دن با نشان دادن اینکه برخلاف مورد ۲بعدی، چندوجهی‌هایی با حجم برابر وجود دارند که نمی‌توان آنها را به چندوجهی‌های کوچکتر تقسیم کرد و دوباره به هم چسباند و به هم تبدیل کرد، این مسئله را حل کرد. برای اثبات این دن مقدار دیگری را که با چندوجهی مرتبط است، به نام ناوردای دن (Dehn invariant)، کشف کرد، به این ترتیب که دو چندوجهی تنها زمانی قابل تجزیه و تبدیل به هم هستند که دارای حجم یکسان و ناوردای دن ثابت باشند. بعداً توسط سیدلر ثابت شد که تنها مانع تشریح این است: «هر دو چندوجهی اقلیدسی با همان حجم و ناوردای دن را می‌توان برش داد و دوباره به یکدیگر مونتاژ کرد.» ناوردای دن یک عدد نیست، بلکه یک بردار در یک فضای برداری بی‌نهایت بعدی است.
یکی دیگر از مسائل هیلبرت - هجدهمین مسئله هیلبرت - مربوط به چندوجهی‌هایی است که فضا را مفروش می‌کنند. هر چندوجهی از این دست باید دارای ناوردای دن صفر باشد.

## تقارن
بسیاری از چندوجهی‌های مورد مطالعه بسیار متقارن هستند، یعنی با انعکاس یا چرخش فضا، شکل ظاهری آنها تغییر نمی‌کند. هر یک از این تقارن‌ها ممکن است محل یک راس، وجه یا ضلع معین را تغییر دهد، اما مجموعه تمام رئوس (به همین ترتیب وجوه، اضلاع) بدون تغییر است. مجموعه تقارن‌های چندوجهی را گروه تقارن آن می‌نامند.
گفته می‌شود که تمام اجزایی که توسط تقارن‌ها بر روی یکدیگر قرار می‌گیرند، یک مدار تقارن را تشکیل می‌دهند. به عنوان مثال، تمام وجه‌های مکعب در یک مدار قرار دارند، در حالی که تمام ضلع‌ها در مدار دیگر قرار دارند. اگر تمام اجزا یک بعد معین، مثلاً تمام وجه‌ها، در یک مدار قرار بگیرند، گفته می‌شود که شکل در آن مدار متقارن است. به عنوان مثال، یک مکعب وجه -متقارن است، در حالی که یک مکعب بریده شده دارای دو مدار تقارن وجه است.

### گروه‌های تقارنی
بسیاری از تقارن‌ها یا گروه‌های نقطه‌ای در سه بعد با نام تقارن مرتبط با چند وجهی نامگذاری شده‌اند. این گروه‌های تقارنی شامل:
- T – تقارن چهاروجهی دست‌سان:گروه چرخشی برای چهاروجهی منتظم
- Td – تقارن چهاروجهی کامل:گروه تقارنی چهاروجهی منتظم
- Th – تقارن پیریتووجهی:تقارن یک پیریتووجهی (دوازده وجهی با وجوه پنج ضلعی غیر منتظم)
- O – تقارن هشت وجهی دست‌سان:گروه چرخشی مکعب و هشت وجهی
- Oh – تقارن هشت وجهی کامل:گروه تقارنی مکعب و هشت وجهی
- I – تقارن بیست وجهی دست‌سان:گروه چرخشی بیست وجهی و دوازده وجهی
- Ih – تقارن بیست وجهی کامل:گروه تقارنی بیست وجهی و دوازده وجهی
- Cnv – تقارن هرم n-پهلو
- Dnh – تقارن منشور n-پهلو
- Dnv – تقارن پادمنشور n-پهلو

تقارن‌های دست‌سان تقارن انعکاسی ندارند از این رو دارای دو شکل متقارن هستند که بازتابی از یکدیگر هستند.

## دوگانگی
برای هر چندوجهی محدب، دوگانی وجود دارد که:
- وجوهش به جای رئوس چندوجهی اولیه است و برعکس.
- دارای همان تعداد ضلع است.[۴۹]

چندوجهی‌های دوگان با هم جفت هستند، به این معنی که دوگان دوگانشان خودشان است. بعضی چندوجهی‌ها خود دوگانند، یعنی اینکه دوگانشان متجانس با خودشان است.
| چهاروجهی دوگان خودش است | هشت وجهی دوگان مکعب است | مکعب دوگان هشت وجهی است | بیست وجهی دوگان دوازده وجهی است | دوازده وجهی دوگان بیست وجهی است |
چندوجهی‌های انتزاعی هم دوگان دارند که دارای مشخصه اویلر و جهت‌گیری مشابه با چندوجهی اولیه هستند. با این حال شکل حاصل از دوگانگیشان یک چندوجهی دوگان را توصیف نمی‌کند، بلکه فقط ساختار ترکیبی آن را مشخص می‌کند. برای بعضی تعریف‌ها از چندوجهی‌های انتزاعی هندسی، چندوجهی‌های انتزاعی وجود دارند که دوگانشان یک چندوجهی هندسی نیست.

## خانواده‌های مشهور چندوجهی‌ها

### منشوروار
چندوجهی‌ای است که همه رئوس آن روی دو صفحه موازی قرار گیرند. وجوه جانبی آن می‌توانند ذوزنقه یا مثلث باشد. خانواده‌های منشوروارها عبارتند از:
| هرم | گوه | متوازی‌السطوح | منشور | پاد منشور | پاد منشور | پاد منشور | گنبد | هرم ناقص |
| --- | --- | ------------ | ----- | --------- | --------- | --------- | ---- | -------- |
|     |     |              |       |           |           |           |      |          |

حجم منشوروار از رابطه {\displaystyle V={\frac {h(A_{1}+4A_{2}+A_{3})}{6}}} حاصل می‌شود که در آن V حجم، A1 و A3 مساحت دو وجه موازی، A2 مقطعی از تقاطع منشوروار با وسط صفحه بین دو وجه موازی و h ارتفاع است.
در زیر انواع منشوروارها شرح داده شده.
- هرم:

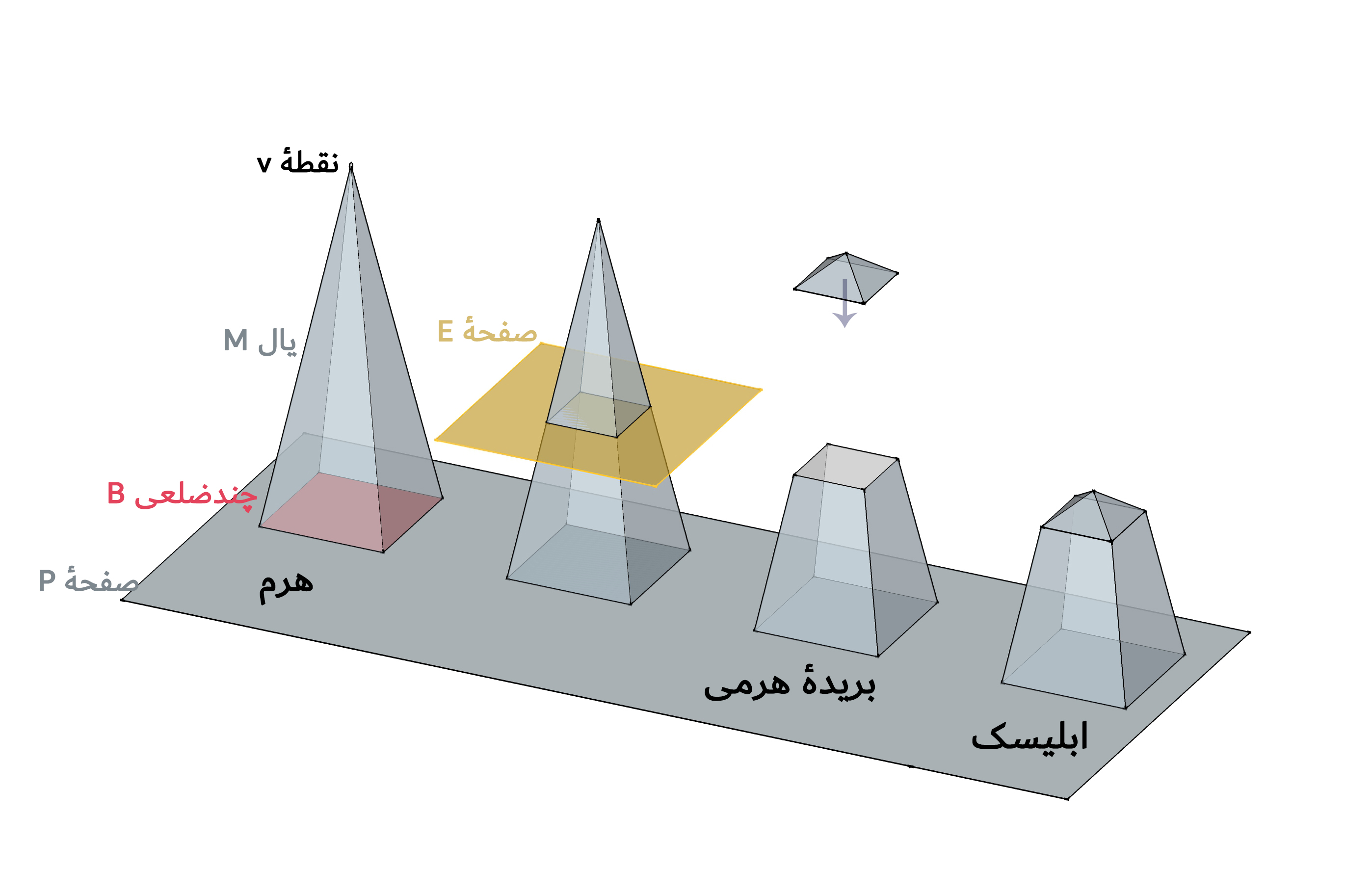
با اتصال رئوس چند ضلعی B (قاعده) در صفحهٔ P به نقطهٔ v «هرم» تشکیل می‌شود. با برش هرم توسط صفحهٔ E موازی P «بریدهٔ هرمی» ساخته می‌شود. با قرار دادن یک هرم بر روی یک بریدهٔ هرمی، می‌توان ابلیسک ساخت.

«هرم» از گونه‌های شناخته‌شدهٔ چندوجهی است. هرم به‌طور کلی از یک قاعدهٔ چندضلعی B واقع در صفحهٔ P تشکیل می‌شود که رئوس آن به‌وسیلهٔ وجه‌های مثلثی‌شکل به نقطهٔ v که روی صفحهٔ P نیست متصل شده‌اند. با این حساب یال M هر هرم، سطحی چندوجهی با وجوه مثلثی خواهد بود.
برای ساختن یک هرم می‌توان از اکستروژن مرکزی بهره برد. در اکستروژن مرکزی رئوس چندضلعی B در صفحهٔ p در راستای خطوطی همگرا به سوی یک نقطه (v) کشیده می‌شوند و شکل نهایی هرم به شکل چندضلعی B و جای نقطهٔ v وابسته است.
روابط: در هرمی به مساحت قاعده S و ارتفاع h و حجم V همواره رابطه {\displaystyle V={1 \over 3}Sh} برقرار است.
- گوه:

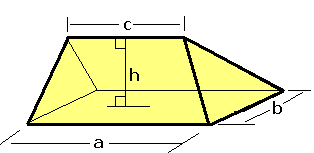
گوه

گُوِه نوعی چندوجهی است که وجوه آن شامل دو مثلث و سه ذوزنقه است. گوه دارای ۵ وجه، ۹ ضلع و ۶ رأس است.
روابط: در گوه مقابل با حجم V همواره رابطه {\displaystyle V=bh\left({\frac {a}{3}}+{\frac {c}{6}}\right)} برقرار است.
- متوازی‌السطوح:

متوازی‌السطوح

از انواع منشور است که از شش وجه متوازی‌الاضلاع ساخته شده. دارای ۱۲ رأس و ۸ ضلع است. حجم متوازی‌السطوح مقابل با حجم V به وسیله بردارهای {\displaystyle {\vec {a}}} و {\displaystyle {\vec {b}}} و {\displaystyle {\vec {c}}} شکل زیر محاسبه می‌گردد:
روابط: از آنجا که متوازی‌السطوح منشوری ناقائم با قاعده متوازی‌الاضلاع است، بنابرین حجم برابر با حاصل ضرب مساحت قاعده S در ارتفاع h است.
می‌دانیم:{\displaystyle S=|{\vec {a}}|\cdot |{\vec {b}}|\cdot \sin \gamma =|{\vec {a}}\times {\vec {b}}|~} و:{\displaystyle h=|{\vec {c}}|\cdot |\cos \theta ~|~} که در اثر یکی شدن:
{\displaystyle V=B\cdot h=(|{\vec {a}}||{\vec {b}}|\sin \gamma )\cdot |{\vec {c}}||\cos \theta ~|=|{\vec {a}}\times {\vec {b}}|~|{\vec {c}}|~|\cos \theta ~|=|({\vec {a}}\times {\vec {b}})\cdot {\vec {c}}|~.}
- منشور

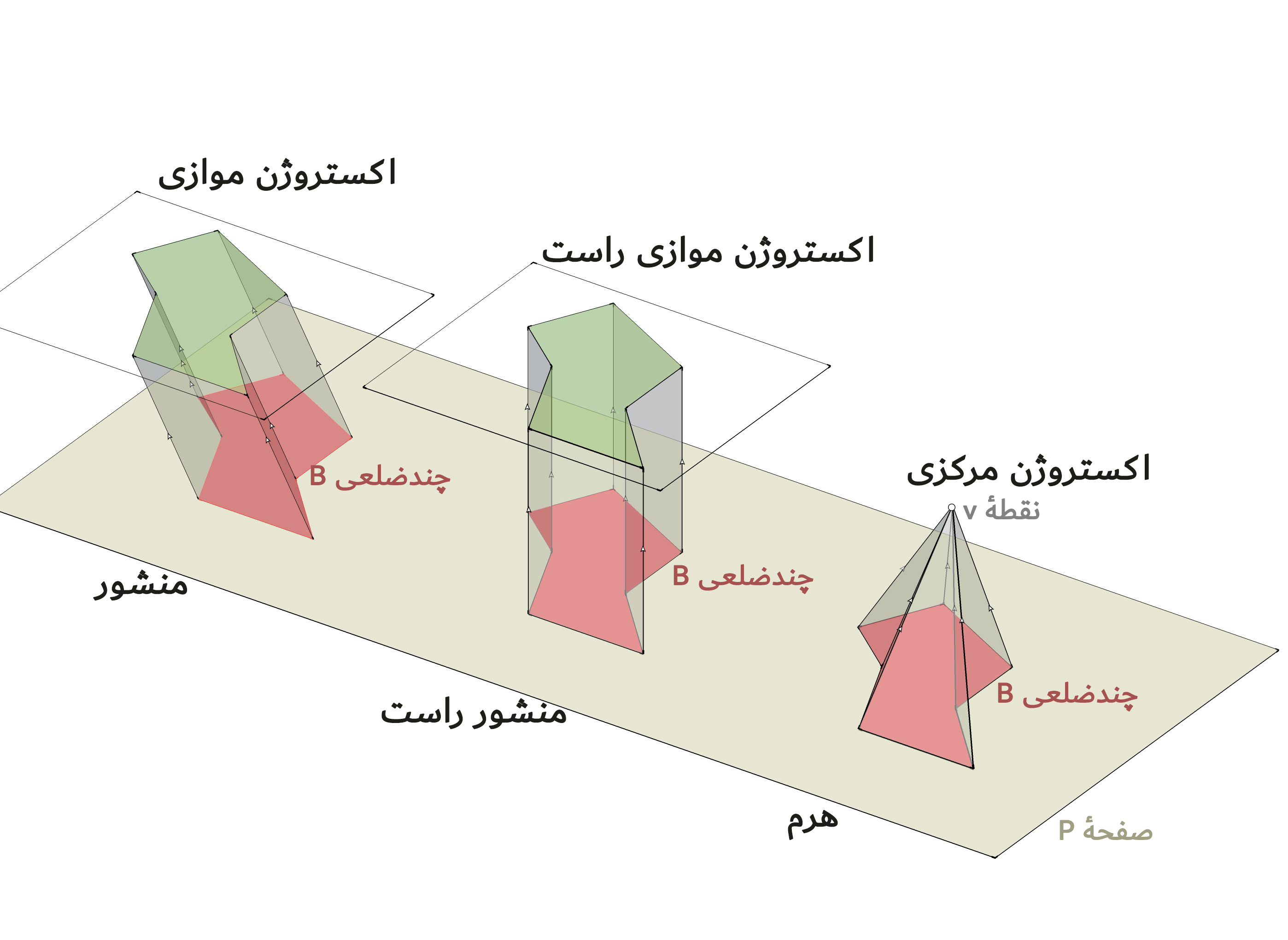
با اکستروژن (بیرون کشیدن) مرکزی، موازی، و موازی راست می‌توان هرم، منشور، و منشور راست ساخت.

منشور چندوجهی‌ای است که وجه‌های بالا و پایینش چندضلعی‌های همنهشت (مساوی) باشند که در صفحه‌هایی موازی هم قرار دارند. رئوس وجه‌های بالا و پایین یک منشور با پاره‌خط‌هایی به هم وصل می‌شوند. بااین‌حساب هر یک از وجه‌های جانبی منشور یک متوازی‌الاضلاع است و یال ایجادشده یک سطح چندوجهی است.
اگر وجه‌های بالای منشور با خط‌های عمود بر صفحهٔ شامل وجه پایینی آن به وجه پایینی وصل شده باشد، حاصل حالت خاصی از منشور موسوم به «منشور راست» است که در آن همهٔ وجه‌های جانبی مستطیل هستند.
اگر وجوه بالا و پایین یک منشور هم مستطیل باشند منشور راست خاصی به نام مکعب مستطیل تشکیل می‌شود.
برای ساختن یک منشور می‌توان از اکستروژن موازی بهره برد. در اکستروژن موازی رئوس چندضلعی B در صفحهٔ p در راستای خطوطی موازی کشیده می‌شوند.منشور یکی از خانوادهای منشوروار است.
روابط: در منشور راستی به مساحت قاعده S و ارتفاع h و حجم V و مساحت کل A همواره روابط زیر برقرارند:
{\displaystyle V=Sh}
{\displaystyle A=2S+Ph}
همچنین در منشوری راست با قاعده n-ضلعی منتظم با طول ضلع s و ارتفاع h نیز همواره روابط زیر برقرارند:
{\displaystyle V={\frac {n}{4}}hs^{2}\cot \left({\frac {\pi }{n}}\right)}
{\displaystyle A={\frac {n}{2}}s^{2}\cot {\left({\frac {\pi }{n}}\right)}+nsh}
- پادمنشور:

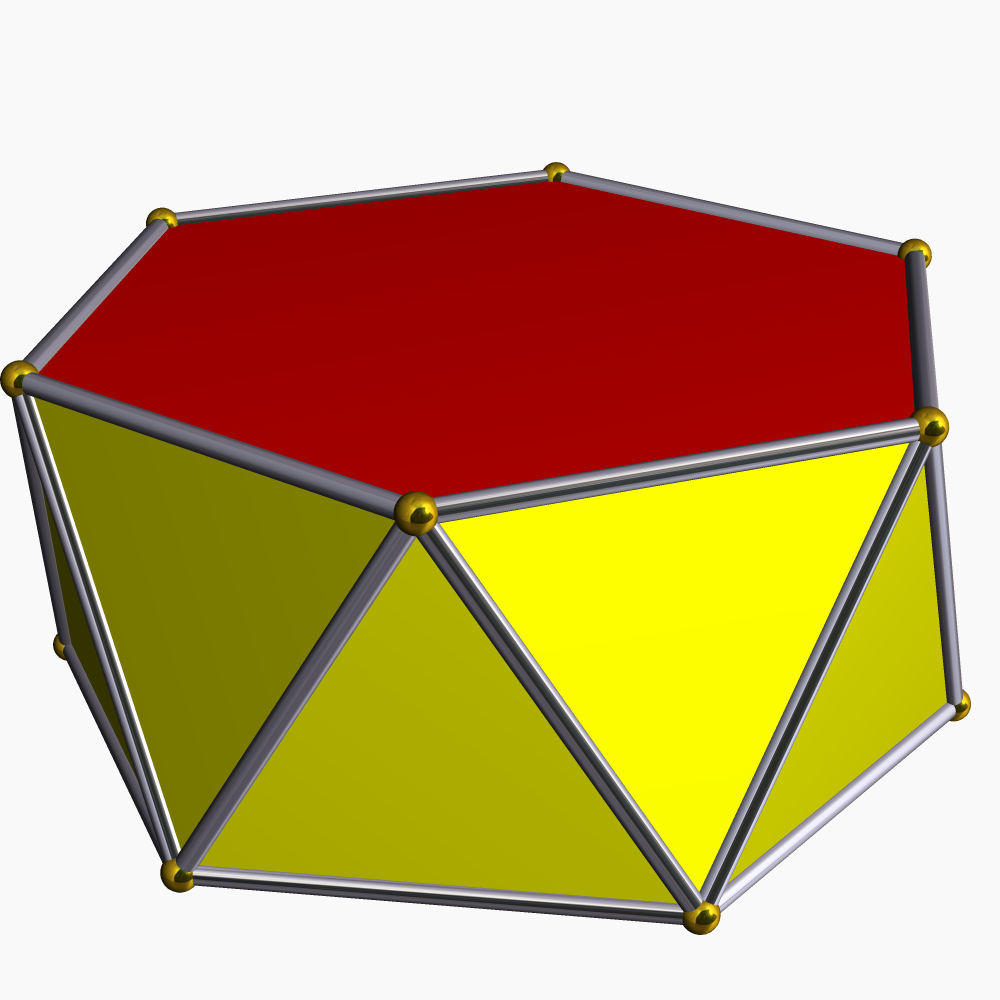
پادمنشور شش ضلعی

پادمنشور نوعی چندوجهی است که دارای دو قاعده همنهشت و موازی، اما پیچ خورده بوده که توسط تعدادی مثلث به هم وصل شده‌اند.
روابط: در پاد منشوری با وجوه چندضلعی منتظم و قاعده n-ضلعی و طول ضلع a و حجم V و مساحت کل A همواره روابط زیر برقرارند:
{\displaystyle V={\frac {n{\sqrt {4\cos ^{2}{\frac {\pi }{2n}}-1}}\sin {\frac {3\pi }{2n}}}{12\sin ^{2}{\frac {\pi }{n}}}}~a^{3},}
{\displaystyle A={\frac {n}{2}}\left(\cot {\frac {\pi }{n}}+{\sqrt {3}}\right)a^{2}.}
- گنبد:

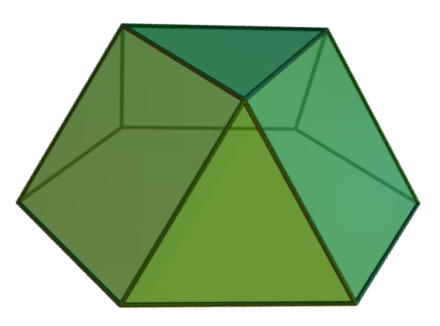
گنبد مثلثی

گنبد نوعی چندوجهی است که از اتصال دو چندضلعی که یکی از آنها دو برابر دیگری ضلع دارد که وسیله زنجیره ای از مثلث‌ها و مستطیل‌ها حاصل می‌شود. یک گنبد را می‌توان منشوری دید که در آن تعداد اضلاع یکی از قاعده‌ها با ادغام رأس‌های مجاور نصف شده‌است.
- هرم ناقص:

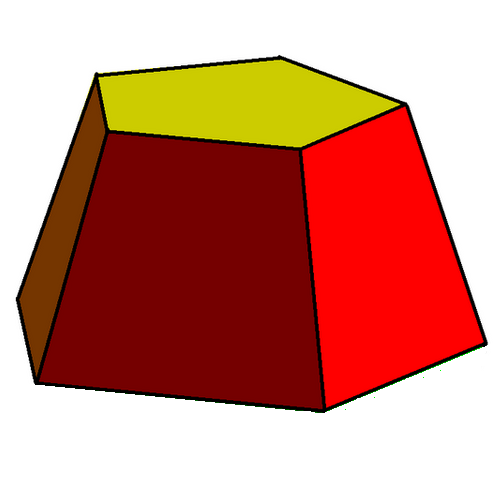
هرم ناقص پنج‌ضلعی

یک هرم ناقص  یا بریده هرمی به‌طور معمول بخشی از یک مخروط یا هرم است که بین یک یا دو صفحه موازی برش داده می‌شود و از انواع منشوروار است. هرم ناقص قائم، برش موازی هرم قائم یا مخروط قائم است. یک هرم ناقص n-پهلو متشکل از n وجه ذوزنقه و ۲تا وجه n-ضلعی است. پایهٔ ابلیسک نمونهٔ یک بریدهٔ هرمی است.
روابط: در هرم ناقصی با مساحت قاعده هرم اولیه B1 و ارتفاع هرم اولیه h1 و مساحت قاعده هرم بریده شده B2 و ارتفاع هرم بریده شده h2 و حجم V همواره رابطه {\displaystyle V={\frac {h_{1}B_{1}-h_{2}B_{2}}{3}}} برقرار است. همچنین در مخروط ناقص راستی با شعاع دو قاعده r1 و r2 و سهم h مساحت کل از رابطه زیر به دست می‌آید:
{\displaystyle {\begin{aligned}{\text{Total surface area}}&=\pi \left(\left(r_{1}+r_{2}\right)s+r_{1}^{2}+r_{2}^{2}\right)\\&=\pi \left(\left(r_{1}+r_{2}\right){\sqrt {\left(r_{1}-r_{2}\right)^{2}+h^{2}}}+r_{1}^{2}+r_{2}^{2}\right)\end{aligned}}}
مساحت کل A هرم ناقصی که قواعدش n-ضلعی‌های منتظم اند از رابطه زیر به دست می‌آید:
{\displaystyle A={\frac {n}{4}}\left[\left(a_{1}^{2}+a_{2}^{2}\right)\cot {\frac {\pi }{n}}+{\sqrt {\left(a_{1}^{2}-a_{2}^{2}\right)^{2}\sec ^{2}{\frac {\pi }{n}}+4h^{2}\left(a_{1}+a_{2}\right)^{2}}}\right]}
- کره

نگارهٔ یک کره به صورت توپولوژی

کره ازنوع احجام‌هندسی است.کره مجموعه‌نقاطی از فضا است که فاصله مرکز کره تا نقاط‌کره را شعاع آن‌گویند.شکل‌فیزیکی یا اسکلتی کره به‌صورت دایره‌ای است که‌درون آن یک‌بیضی قرار دارد.کره از نوع چندوجهی‌ها است ولی‌از نوع منتظم یاد‌ نشده‌است،چون وجه های کره از چندضلعی منتظم نیست و دارای‌انحنا است.کره می‌تواند چندوجهی هارا محاط کند وبر اساس همین محاط‌کردن می‌توانیم حجم چندوجهی ‌هارا محاسبه کرد.اگرچندوجهی در کره محاط شود قطر‌ چندوجهی منتظم با قطر کره برابر می‌شود.

حجم‌کره و مساحت‌کره به این‌صورت است:
رابطه مساحت‌کره و حجم‌کره به این‌صورت است که با مشتق حجم‌کره،مساحت‌کره بدست‌می‌آید ولی با انتگرال‌گیری مساحت‌کره،حجم کره بدست‌می‌آید.

### چندوجهی منتظم
چندوجهی که همه وجوه آن چندضلعی‌های منتظم همنهشت بوده و به‌طور یکسان دور هر وجه قرار گرفته‌اند. در کل ۹ چندوجهی منتظم وجود دارد که شامل ۵ چندوجهی منتظم محدب (اجسام افلاطونی) و ۴ چندوجهی مقعر منتظم (چندوجهی‌های کپلر پوآنسو) هستند.

#### اجسام افلاطونی
چندوجهی‌های منتظم محدب را اجسام افلاطونی گویند.
تنها پنج جسم افلاطونی وجود دارد که مشخصاتشان در جدول آورده شده.
| n | جسم افلاطونی        | تصویر | شکل وجه و پیکربندی آن | شکل گوشه و نماد آن | تعداد وجه | تعداد یال | تعداد رأس | دوگانش           | نماد اشلفلی |
| - | ------------------- | ----- | --------------------- | ------------------ | --------- | --------- | --------- | ---------------- | ----------- |
| ۱ | چهاروجهی منتظم      |       | V۳٬۳٬۳                | ۳٬۳٬۳              | ۴         | ۶         | ۴         | چهاروجهی منتظم   | {۳٬۳}       |
| ۲ | شش‌وجهی منتظم (مکعب) |       | V۳٬۳٬۳٬۳              | ۴٬۴٬۴              | ۶         | ۱۲        | ۸         | هشت‌وجهی منتظم    | {۴٬۳}       |
| ۳ | هشت‌وجهی منتظم       |       | V۴٬۴٬۴                | ۳٬۳٬۳٬۳            | ۸         | ۱۲        | ۶         | مکعب             | {۳٬۴}       |
| ۴ | دوازده‌وجهی منتظم    |       | V۳٬۳٬۳٬۳٬۳            | ۵٬۵٬۵              | ۱۲        | ۳۰        | ۲۰        | بیست‌وجهی منتظم   | {۵٬۳}       |
| ۵ | بیست‌وجهی منتظم      |       | V۵٬۵٬۵                | ۳٬۳٬۳٬۳٬۳          | ۲۰        | ۳۰        | ۱۲        | دوازده‌وجهی منتظم | {۳٬۵}       |

اجسام افلاطونی ویژگی‌های زیر را دارا می‌باشند:
- همهٔ وجه‌های آن چندضلعی‌های منتظم هم‌نهشت باشند.
- که هیچ‌کدام از وجه‌های آن با هم تلاقی نکنند، مگر در اضلاع آن.
- تعداد یکسانی از وجه‌ها در هر یک از رأس‌ها به هم برسند.

#### چندوجهی کپلر-پوآنسو
هر چندوجهی منتظم مقعر را چندوجهی کپلر-پوآنسو گویند.
چهار چندوجهی کپلر-پوآنسو وجود دارد که مشخصاتشان در جدول آورده شده.
| n | چندوجهی کپلر-پوآنسو     | تصویر | شکل وجه و پیکربندی آن | شکل گوشه و نماد آن  | تعداد وجه | تعداد یال | تعداد رأس | دوگانش                  | نماد اشلفلی |
| - | ----------------------- | ----- | --------------------- | ------------------- | --------- | --------- | --------- | ----------------------- | ----------- |
| ۱ | دوازده‌وجهی ستاره‌ای کوچک |       | V۵٬۵٬۵٬۵٬۵            | ۵/۲٬۵/۲٬۵/۲٬۵/۲٬۵/۲ | ۱۲        | ۳۰        | ۱۲        | دوازده‌وجهی بزرگ         | {۵/۲٬۵}     |
| ۲ | دوازده‌وجهی بزرگ         |       | V۵/۲٬۵/۲٬۵/۲٬۵/۲٬۵/۲  | ۵٬۵٬۵٬۵٬۵           | ۱۲        | ۳۰        | ۱۲        | دوازده‌وجهی ستاره‌ای کوچک | {۵٬۵/۲}     |
| ۳ | دوازده‌وجهی ستاره‌ای بزرگ |       | V۳٬۳٬۳٬۳٬۳            | ۵/۲٬۵/۲٬۵/۲         | ۱۲        | ۳۰        | ۲۰        | بیست‌وجهی بزرگ           | {۵/۲٬۳}     |
| ۴ | بیست‌وجهی بزرگ           |       | V۵/۲٬۵/۲٬۵/۲          | ۳٬۳٬۳٬۳٬۳           | ۲۰        | ۳۰        | ۱۲        | دوازده‌وجهی ستاره‌ای بزرگ | {۳٬۵/۲}     |

### اجسام ارشمیدسی
گروهی از چندوجهی‌های محدبی هستند که وجوه آنها چندضلعی‌های منتظم باشند، هرچند لزوماً از یک نوع نباشند، در رأس به‌طور یکسان به هم برسند و جزء اجسام افلاطونی و منشورها و پادمنشورها نباشند. در کل ۱۳ جسم ارشمیدسی وجود دارد که مشخصاتشان در جدول آورده شده.
| n  | جسم ارشمیدسی            | تصویر | شکل گوشه و نماد آن | تعداد وجه | تعداد یال | تعداد رأس | دوگانش (جسم کاتالان)     |
| -- | ----------------------- | ----- | ------------------ | --------- | --------- | --------- | ------------------------ |
| ۱  | چهاروجهی بریده‌شده       |       | ۶٬۳٬۶              | ۸         | ۱۸        | ۱۲        | دوازده‌مثلث وجهی          |
| ۲  | مکعب بریده‌شده           |       | ۸٬۳٬۸              | ۱۴        | ۳۶        | ۲۴        | بیست‌وچهار مثلث وجهی      |
| ۳  | مکعب‌هشت‌وجهی بریده‌شده    |       | ۶٬۸٬۴              | ۲۶        | ۷۲        | ۴۸        | چهل وهشت مثلث وجهی       |
| ۴  | هشت‌وجهی بریده‌شده        |       | ۶٬۴٬۶              | ۱۴        | ۳۶        | ۲۴        | شش‌وجهی تتراکیس           |
| ۵  | دوازده‌وجهی بریده‌شده     |       | ۱۰٬۳٬۱۰            | ۳۲        | ۹۰        | ۶۰        | بیست‌وجهی تریاکیس         |
| ۶  | بیست‌دوازده‌وجهی بریده‌شده |       | ۶٬۱۰٬۴             | ۶۲        | ۱۸۰       | ۱۲۰       | صد و بیست‌مثلث وجهی       |
| ۷  | بیست‌وجهی بریده‌شده       |       | ۶٬۵٬۶              | ۳۲        | ۹۰        | ۶۰        | شصت‌مثلث وجهی             |
| ۸  | مکعب‌هشت‌وجهی             |       | ۳٬۴٬۳٬۴            | ۱۴        | ۲۴        | ۱۲        | دوازده‌لوزوجهی            |
| ۹  | بیست‌دوازده‌وجهی          |       | ۳٬۵٬۳٬۵            | ۳۲        | ۶۰        | ۳۰        | سی لوزوجهی               |
| ۱۰ | لوزمکعب‌هشت‌وجهی          |       | ۴٬۴٬۴٬۳            | ۲۶        | ۴۸        | ۲۴        | بیست‌وچهار چهار ضلعی وجهی |
| ۱۱ | لوزبیست‌دوازده‌وجهی       |       | ۴٬۵٬۴٬۳            | ۶۲        | ۱۲۰       | ۶۰        | شصت‌چهار ضلعی وجهی        |
| ۱۲ | مکعب اسناب              |       | ۳٬۴٬۳٬۳٬۳          | ۳۸        | ۶۰        | ۲۴        | بیست‌وچهار پنج ضلعی وجهی  |
| ۱۳ | دوازده‌وجهی اسناب        |       | ۳٬۵٬۳٬۳٬۳          | ۹۲        | ۱۵۰       | ۶۰        | شصت‌پنج ضلعی وجهی         |

### اجسام کاتالان
اجسام کاتالان یا دوگان‌های ارشمیدسی اجسامی هستند که از دوگان کردن (وصل کردن وسط وجوه مجاور) اجسام ارشمیدسی به دست می‌آیند. به ازای هر جسم ارشمیدسی یک جسم کاتالان وجود دارد که مشخصاتشان در جدول آورده شده.
| n  | جسم کاتالان              | تصویر | شکل وجه و پیکربندی آن | تعداد وجه | تعداد یال | تعداد رأس | دوگانش (جسم ارشمیدسی)   |
| -- | ------------------------ | ----- | --------------------- | --------- | --------- | --------- | ----------------------- |
| ۱  | دوازده‌مثلث وجهی          |       | V۶٬۳٬۶                | ۱۲        | ۱۸        | ۸         | چهاروجهی بریده‌شده       |
| ۲  | بیست‌وچهار مثلث وجهی      |       | V۸٬۳٬۸                | ۲۴        | ۳۶        | ۱۴        | مکعب بریده‌شده           |
| ۳  | چهل وهشت مثلث وجهی       |       | V۶٬۸٬۴                | ۴۸        | ۷۲        | ۲۶        | مکعب‌هشت‌وجهی بریده‌شده    |
| ۴  | شش‌وجهی تتراکیس           |       | V۶٬۴٬۶                | ۲۴        | ۳۶        | ۱۴        | هشت‌وجهی بریده‌شده        |
| ۵  | بیست‌وجهی تریاکیس         |       | V۱۰٬۳٬۱۰              | ۶۰        | ۹۰        | ۳۲        | دوازده‌وجهی بریده‌شده     |
| ۶  | صد و بیست‌مثلث وجهی       |       | V۶٬۱۰٬۴               | ۱۲۰       | ۱۸۰       | ۶۲        | بیست‌دوازده‌وجهی بریده‌شده |
| ۷  | شصت‌مثلث وجهی             |       | V۶٬۵٬۶                | ۶۰        | ۹۰        | ۳۲        | بیست‌وجهی بریده‌شده       |
| ۸  | دوازده‌لوزوجهی            |       | V۳٬۴٬۳٬۴              | ۱۲        | ۲۴        | ۱۴        | مکعب‌هشت‌وجهی             |
| ۹  | سی لوزوجهی               |       | V۳٬۵٬۳٬۵              | ۳۰        | ۶۰        | ۳۲        | بیست‌دوازده‌وجهی          |
| ۱۰ | بیست‌وچهار چهار ضلعی وجهی |       | V۴٬۴٬۴٬۳              | ۲۴        | ۴۸        | ۲۶        | لوزمکعب‌هشت‌وجهی          |
| ۱۱ | شصت‌چهار ضلعی وجهی        |       | V۴٬۵٬۴٬۳              | ۶۰        | ۱۲۰       | ۶۲        | لوزبیست‌دوازده‌وجهی       |
| ۱۲ | بیست‌وچهار پنج ضلعی وجهی  |       | V۳٬۴٬۳٬۳٬۳            | ۲۴        | ۶۰        | ۳۸        | مکعب اسناب              |
| ۱۳ | شصت‌پنج ضلعی وجهی         |       | V۳٬۵٬۳٬۳٬۳            | ۶۰        | ۱۵۰       | ۹۲        | دوازده‌وجهی اسناب        |

### چندوجهی یکنواخت

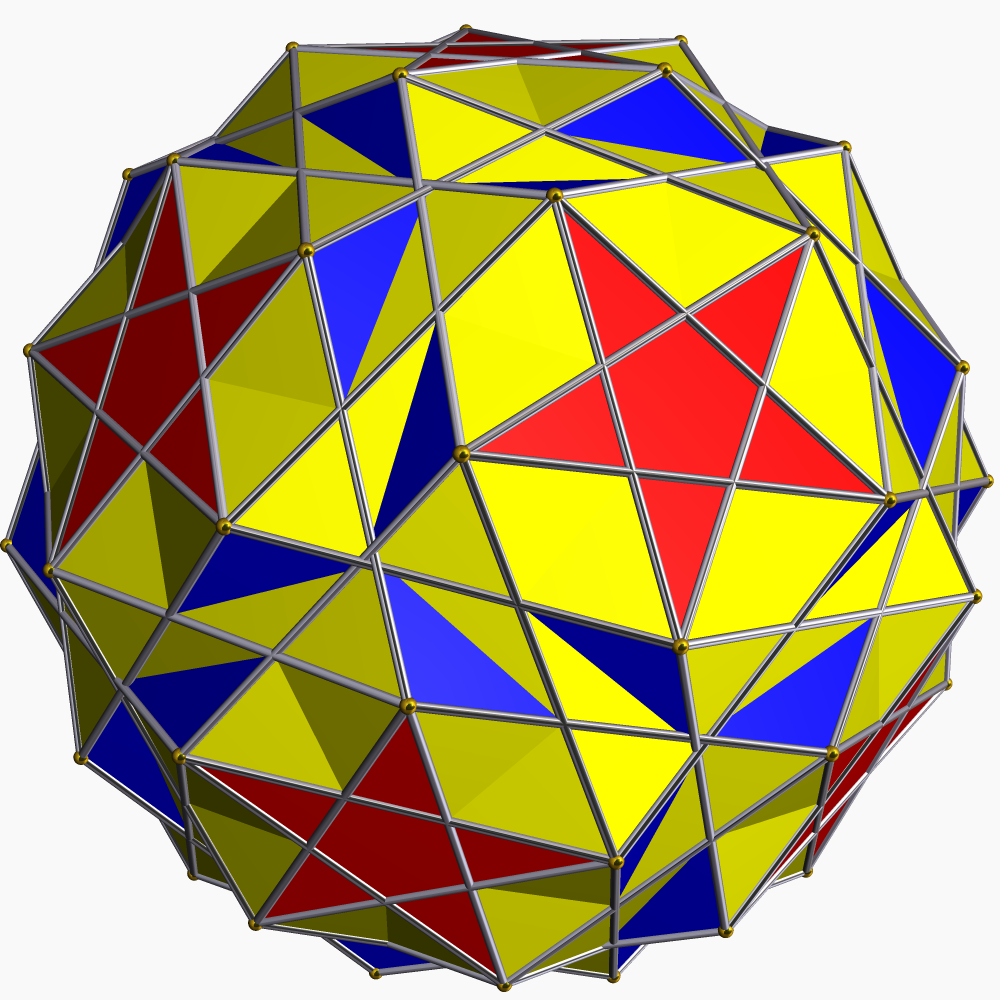
یک چندوجهی یکنواخت مقعر

چندوجهی یکنواخت (Uniform Polyhedron) دارای چندضلعی‌های منتظم به عنوان وجه است و رأس-متقارن است. از این رو می‌توان گفت که همه رئوس آن با هم همنهشتند.
چندوجهی یکنواخت ممکن است منتظم باشد (اگر هم وجه و هم ضلع متقارن باشد)، شبه منتظم باشد (اگر ضلع-متقارن باشد اما وجه-متقارن نباشد) یا نیمه منتظم باشد (اگر نه ضلع-متقارن باشد و نه وجه-متقارن). نیازی به محدب بودن نیست، بنابراین بسیاری از چندوجهی‌های یکنواخت ستاره ای هستند.
دو خانواده شامل بی‌نهایت چندوجهی یکنواخت وجود دارد، همراه با ۷۵ چند وجهی دیگر:
- دارای بی‌نهایت چندوجهی:
  - منشورها،
  - پادمنشورها.
- استثناهای محدب:
  - ۵ جسم افلاطونی:چندوجهی‌های منتظم محدب،
  - ۱۳ جسم ارشمیدسی:۲ شبه منتظم و ۱۱ نیمه منتظم.
- استثناهای ستاره ای (مقعر):
  - ۴ چندوجهی کپلر-پوآنسو:چندوجهی‌های منتظم مقعر،
  - ۵۳ چندوجهی ستاره ای یکنواخت دیگر:۵ شبه منتظم و ۴۸ نیمه منتظم.

پس تعداد چندوجهی‌های یکنواخت که فقط منشور و پادمنشور نیستند برابر ۷۵=۵+۱۳+۴+۵۳ است.

### اجسام جانسون

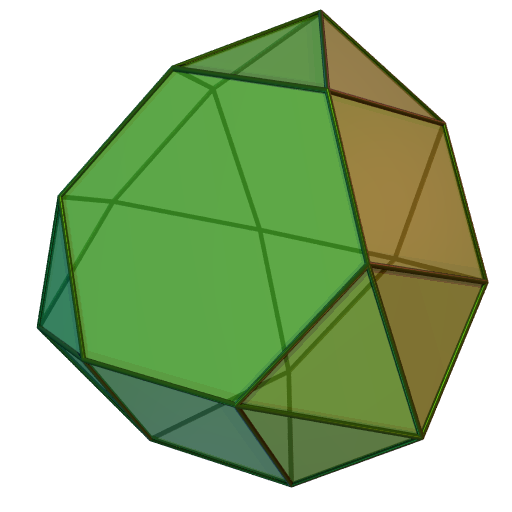
J92 که آخرین جسم در لیست اجسام جانسون است

اجسامی محدبی که وجوه آنها چندوجهی‌های منتظم بوده، اما شامل اجسام افلاطونی و اجسام ارشمیدسی و اجسام منشوری و اجسام پادمنشوری نمی‌باشند. اگرچه محدودیتی آشکار وجود ندارد که هر چند ضلعی منظم نمی‌تواند وجه یک جسم جانسون باشد، اما وجه‌های اجسام جانسونی که وجه‌هایشان یکسان نیست، همیشه ۳، ۴، ۵، ۶، ۸ یا ۱۰ ضلعی هستند. در کل ۹۲ جسم جانسون وجود دارد.

### چندوجهی گلدبرگ

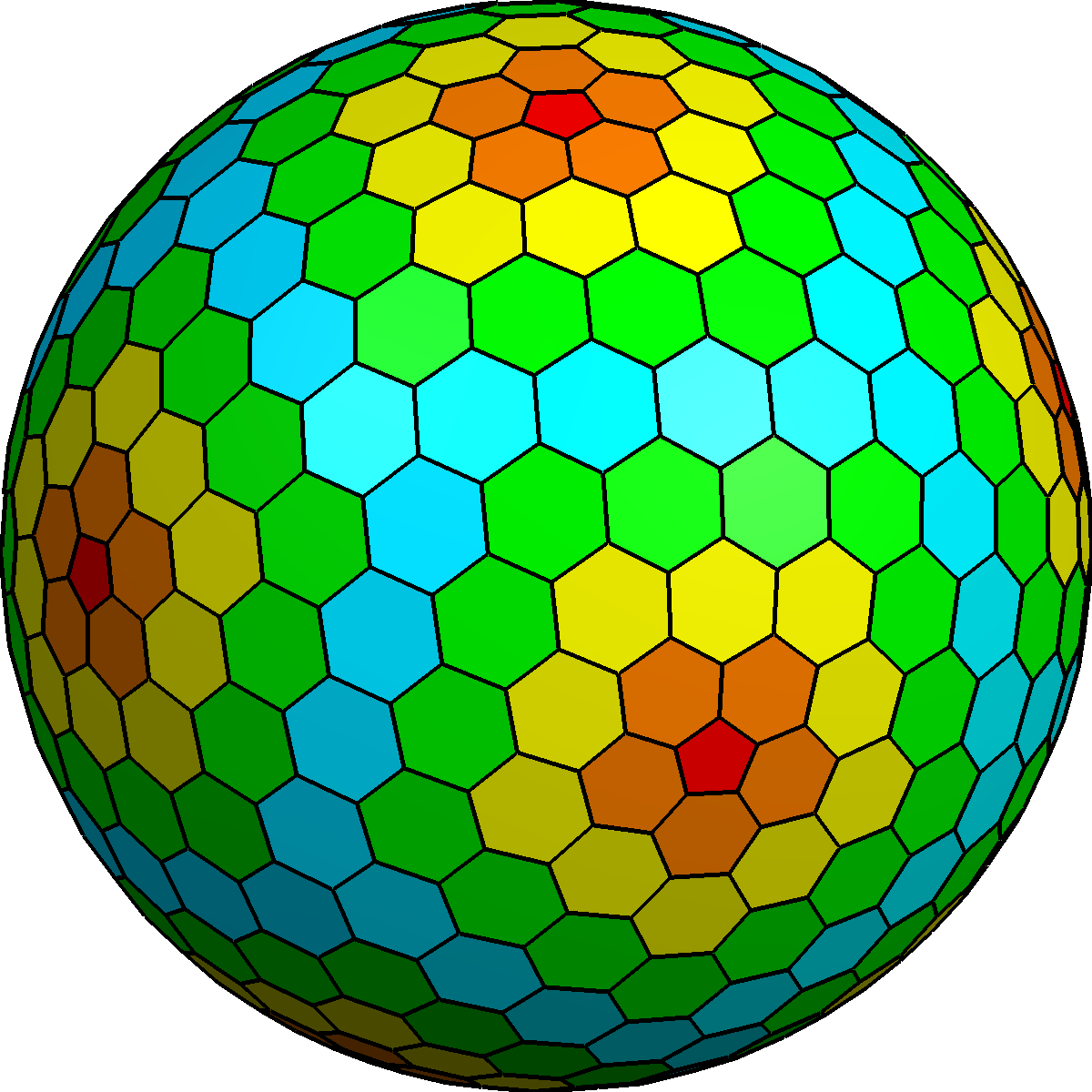
یک چندوجهی گلدبرگ

چندوجهی‌های محدبی هستند که از وجوه شش ضلعی و پنج ضلعی ساخته شده و توسط مایکل گلدبرگ در سال ۱۹۳۷ توصیف شدند. همه چندوجهی‌های گلدبرگ سه ویژگی زیر را دارا می‌باشند:
1. هر وجه یا پنج ضلعی است یا شش ضلعی.
2. دقیقاً سه وجه در هر راس به هم می‌رسند.
3. دارای تقارن بیست وجهی چرخشی هستند.

این نوع چندوجهی‌ها همیشه ۱۲ وجه پنج ضلعی دارند.

### چندوجهی ژئودزیک

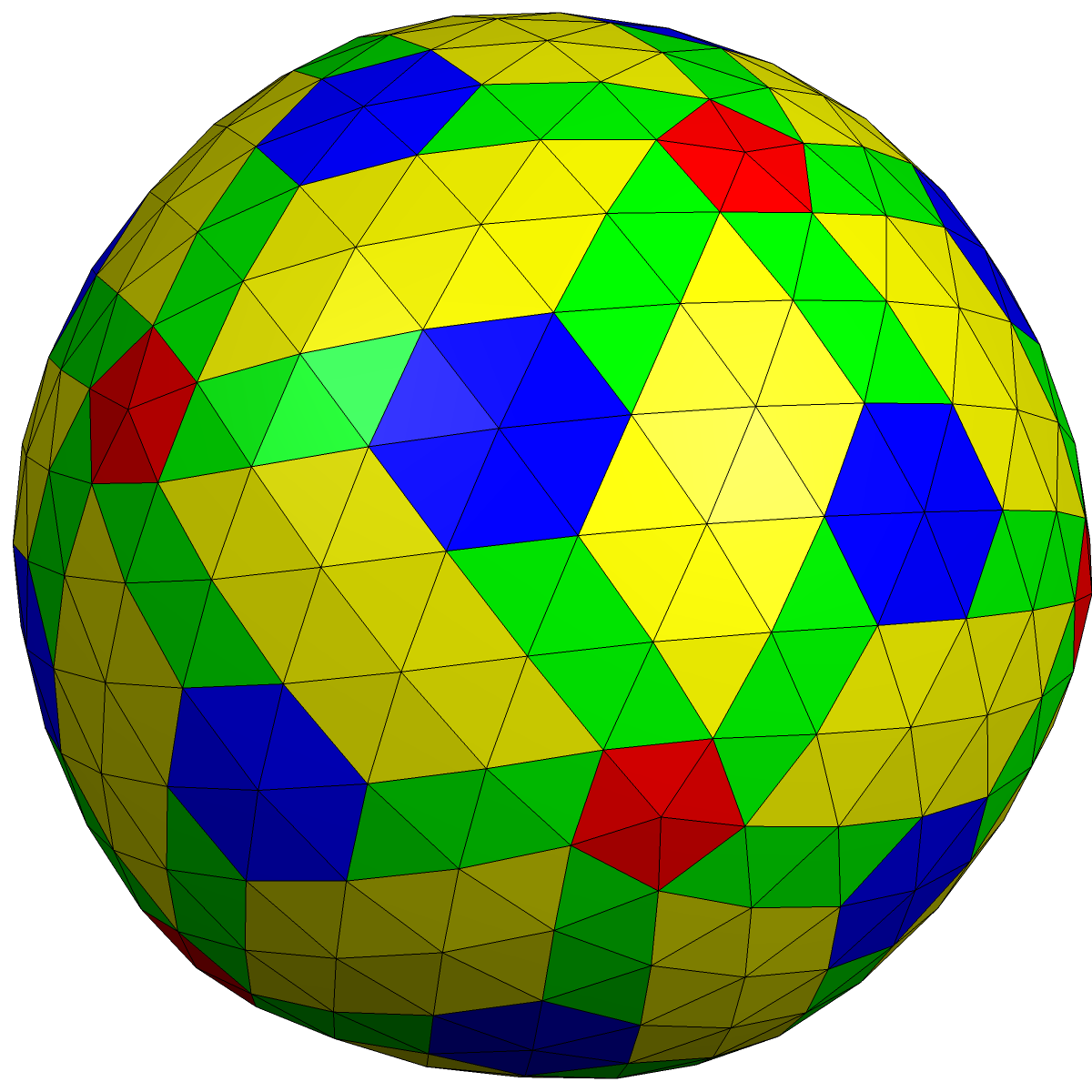
یک چندوجهی ژئودزیک

چندوجهی ژئودزیک نوعی چندوجهی محدب است که وجوه آن مثلثند. از آنجا که این نوع چندوجهی‌ها دوگان چندوجهی‌های گلدبرگ هستند، بنابرین در هر راس ۶ وجه مثلثی به هم می‌رسند، به جز ۱۲ رأس که در آنها ۵ وجه به هم می‌رسند.

### دلتاوجهی
دلتاوجهی نوعی چندوجهی است که همه وجوهش مثلث متساوی الاضلاع باشند. نام آن از حرف یونانی دلتا (Δ) که شبیه مثلث است گرفته شده. بی شمار دلتاوجهی وجود دارد اما از میان آنها فقط ۸ تا محدب هستند که دارای ۴، ۶، ۸، ۱۰، ۱۲، ۱۴، ۱۶ و ۲۰ وجه هستند و شامل ۳ جسم افلاطونی و ۵ جسم جانسون می‌باشند. اما هیچ دلتاوجهی محدبی با ۱۸ وجه وجود ندارد. مشخصات دلتاوجهی‌های محدب در جدول زیر آورده شده:
| دلتاوجهی‌های افلاطونی | دلتاوجهی‌های افلاطونی   | دلتاوجهی‌های افلاطونی | دلتاوجهی‌های افلاطونی | دلتاوجهی‌های افلاطونی | دلتاوجهی‌های افلاطونی |
| تصویر                | نام                    | تعداد وجوه           | تعداد یال‌ها          | تعداد رئوس           | نماد رأس             |
| -------------------- | ---------------------- | -------------------- | -------------------- | -------------------- | -------------------- |
|                      | چهاروجهی منتظم         | ۴                    | ۶                    | ۴                    | ۴ × ۳۳               |
|                      | هشت وجهی منتظم         | ۸                    | ۱۲                   | ۶                    | ۶ × ۳۴               |
|                      | بیست وجهی منتظم        | ۲۰                   | ۳۰                   | ۱۲                   | ۱۲ × ۳۵              |
| دلتاوجهی‌های جانسون   |                        |                      |                      |                      |                      |
| تصویر                | نام                    | تعداد وجوه           | تعداد یال‌ها          | تعداد رئوس           | نماد رأس             |
|                      | دوهرم مثلثی            | ۶                    | ۹                    | ۵                    | ۲ × ۳۳ ۳ × ۳۴        |
|                      | دوهرم مخمسی            | ۱۰                   | ۱۵                   | ۷                    | ۵ × ۳۴ ۲ × ۳۵        |
|                      | دوازده دلتاوجهی        | ۱۲                   | ۱۸                   | ۸                    | ۴ × ۳۴ ۴ × ۳۵        |
|                      | منشور مثلثی تتراکیس    | ۱۴                   | ۲۱                   | ۹                    | ۳ × ۳۱ ۶ × ۳۵        |
|                      | پادمنشور مربعی تتراکیس | ۱۶                   | ۲۴                   | ۱۰                   | ۲ × ۳۴ ۸ × ۳۵        |

### دوهرم‌ها

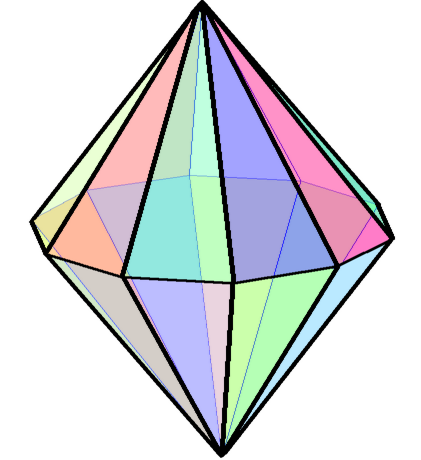
یک دوهرم ده ضلعی.

یک دوهرم n-ضلعی یک چندوجهی است که از پیوستن دو عدد هرم n-ضلعی به دست می‌آید. یک دوهرم n-ضلعی دارای ۲n وجه مثلثی، ۳n یال و ۲ + n راس است.
فقط سه نوع دوهرم می‌توانند یال‌های برابر داشته باشند (که این بدان معناست که همه وجوه مثلث متساوی الاضلاع هستند و بنابراین آن دوهرم‌ها دلتاوجهی هستند): دوهرم‌های مثلثی، مربعی و پنج ضلعی. بی دوهرم مربعی با ضلع‌های یکسان یا هشت وجهی منتظم، در میان اجسام افلاطونی شمرده می‌شود. دوهرم‌های مثلثی و پنج ضلعی با ضلع‌های یکسان در میان اجسام جانسون (J12 و J13) قرار می‌گیرند.

### پاددوهرم‌ها

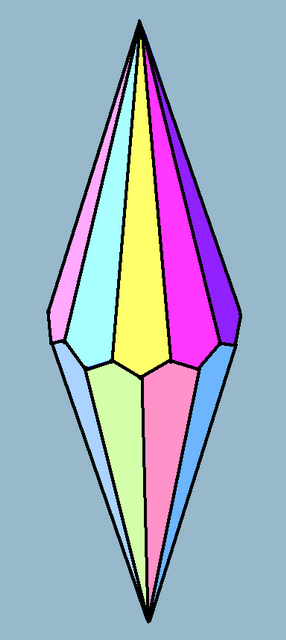
یک پاددوهرم ده ضلعی.

یک پاددوهرم n-ضلعی دوگان یک پادمنشور با قاعده n-ضلعی بوده و دارای ۲n وجه همنهشت و متقارن کایت پیچ خورده و ۴n یال و ۲ + ۲n رأس هست. با تقارنی بالاتر وجوه آنها تبدیل به کایت می‌شود. می‌توان پاددوهرمی n-ضلعی را به دو عدد هرم و یک پادمنشور با قاعده n-ضلعی تقسیم کرد.
برای ۲=n شکل حاصل به لحاظ هندسی برابر با چهاروجهی بوده و در صورتی که ۳=n باشد وجوه کایت چندوجهی حاصل لوزی است و در نتیجه پاددوهرم مثلثی نوعی لوزوجه است.

### چندوجهی انعطاف‌پذیر

یک چندوجهی انعطاف‌پذیر در حال انعطاف

چندوجهی انعطاف‌پذیر چندوجهی‌ای بدون هیچ ضلع مرزی است که می‌تواند شکل خود را به‌طور مداوم تغییر داده در حالی که اشکال تمام وجه‌های آن بدون تغییر است. در بعد ۳ چنین چندوجهی‌ای نمی‌تواند محدب باشد (این امر در ابعاد بالاتر نیز برای سایر پلیتوپ‌ها صادق است). «حدس قوی بیلوز» یا (آن طور که پس از اثباتش در سال ۲۰۱۸ نامیده می‌شود) «قضیه قوی بیلوز» بیان می‌کند ناوردای دن هر چندوجهی انعطاف‌پذیر در حال انعطاف ناورداست.

## چندوجهی‌ها در جهان واقعی

### طبیعی
با اینکه اجسام افلاطونی، بر خلاف آرای افلاطون، واحدهای ساختاری هستی نیستند، برخی مولکول‌ها و اتم‌های فشرده، به‌ویژه ساختارهای بلوری، شکلی شبیه اجسام افلاطونی دارند.
سنگ نمک گاهی در بلورهای مکعبی شکل می‌گیرد (شکل ۱) و بلورهای فلئوریت شبیه هشت‌وجهی‌اند (شکل ۲) پیریت هم در ساختارهای مکعبی، هشت‌وجهی، و دوازده‌وجهی یافت می‌شود (شکل ۳).
در اوایل قرن بیستم، ارنست هکل در کتاب اشکال هنری در طبیعت برخی شعاعیان را توصیف کرد که اسکلتی شبیه اجسام افلاطونی دارند (شکل ۴). برخی ویروس‌ها نظیر ویروس هرپس سیمپلکس (عامل تبخال) شکلی شبیه بیست وجهی دارند (شکل ۵).
هیدروکربن افلاطونی هیدروکربنی است که ساختار آن با یکی از پنج جسم افلاطونی مطابقت دارد، در این صورت اتمهای کربن جایگزین رئوس آن می‌شوند، پیوندهای کربن - کربن جایگزین ضلع‌های آن می‌شوند و در صورت لزوم اتم‌های هیدروژن نیز وجود دارد (شکل ۶). بیست وجهی بریده شده در ساختار
فولرن باکمینستر کاربرد دارد (شکل ۷).
| ۱ | ۲ | ۳ | ۴ | ۵ | ٦ | ٧ |
| - | - | - | - | - | - | - |
|   |   |   |   |   |   |   |
موضوع دیگر کمپلکس‌های معدنی است. بیشتر ساختارهای آنها از الگوی نقاط روی کره (یا مثل اینکه اتم مرکزی در وسط یک چندوجهی قرار داشته باشد که رأس‌های آن شکل محل لیگاند‌ها دیگر هستند)، جایی که هم پوشانی مداری (بین اوربیتال‌های لیگاند و فلز) و دافعه‌های لیگاند و لیگاند منجر به هندسه‌های منظم خاصی می‌شوند. بیشترین هندسه‌های مشاهده شده در زیر ذکر شده‌است، اما موارد زیادی وجود دارد که از یک هندسه منظم منحرف می‌شوند، به عنوان مثال به دلیل استفاده از لیگاند از انواع متنوع (که منجر به طول پیوند نامنظم می‌شود؛ اتم‌های هماهنگی از الگوی نقاط روی کره پیروی نمی‌کنند)، به دلیل اندازه لیگاندها یا به دلیل اثرات الکترونیکی:
- هندسه مولکولی خطی برای ۲ عدد هم‌آرایی
- هندسه مولکولی مثلثی پهن برای ۳ عدد هم‌آرایی
- هندسه مولکولی مربعی پهن و هندسه مولکولی چهاروجهی (شکل ۱) برای ۴ عدد هم‌آرایی
- هندسه مولکولی دو هرمی مثلثی (شکل ۲) برای ۵ عدد هم‌آرایی
- هندسه مولکولی هشت‌وجهی (شکل ۳) برای ۶ عدد هم‌آرایی
- هندسه مولکولی دو هرمی مخمسی (شکل ۴) برای ۷ عدد هم‌آرایی
- هندسه مولکولی پادمنشوری چهارگوشه (شکل ۵) برای ۸ عدد هم‌آرایی
- هندسه مولکولی منشور مثلثی سه وجه هرمی (شکل ۶) (به شکل پنجاه و یکمین جسم جانسون) برای ۹ عدد هم‌آرایی

| ۱ | ۲ | ۳ | ۴ | ۵ | ۶ |
| - | - | - | - | - | - |
|   |   |   |   |   |   |

### مصنوعی
از هر پنج جسم افلاطونی در بازی‌های شانس به عنوان تاس استفاده می‌شود (اشکال ۱و۲). بیست وجهی بریده شده در ساختار توپ فوتبال کاربرد دارد (شکل ۳). به دلیل سادگی ساختن، در غالب آثار معماری از چندوجهی‌ها استفاده می‌شود؛ مثلاً در گنبدهای ژئودزیک ژئودزیک‌ها با هم تلاقی می‌کنند و عناصر مثلثی شکل را تشکیل می‌دهند مانند چندوجهی‌های ژئودزیک (اشکال ۴و۵و۶).
| ۱ | ۲ | ۳ | ۴ | ٥ | ٦ |
| - | - | - | - | - | - |
|   |   |   |   |   |   |
اهرام در بسیاری از نقاط جهان وجود دارند. به عنوان مثال اهرام مصر بناهایی باستانی واقع در مصر هستند. منابع حداقل ۱۱۸ هرم را در مصر شناسایی می‌کنند. در دوره پادشاهی قدیم و میانه بیشتر آنها به عنوان مقبره برای فراعنه کشور و همسایگان آنها ساخته شده‌است. اهرام ثلاثه (شکل ۱) و هرم جوزر (شکل۲) از آن دسته اند. ساکنان بین‌النهرین اولیه‌ترین ساختارهای هرمی را به نام زیگورات ساختند (شکل ۳). با آنکه نام هرم با مصر گره خورده، ملت سودان ۲۲۰ هرم باقیمانده دارد (شکل ۴).
تعدادی از فرهنگ‌های آمریکا مرکزی نیز سازه‌هایی به شکل هرم ساخته‌اند. اهرام آمریکا مرکزی معمولاً پله پله می‌شدند و معابد در بالای آن قرار داشتند که بیشتر شبیه زیگورات‌های بین‌النهرین بودند تا اهرام مصر (اشکال ۵و۶). به جز اینها اهرام در تمدن‌های دیگری نیز ساخته می‌شدند.
| ۱ | ۲ | ۳ | ۴ | ٥ | ٦ |
| - | - | - | - | - | - |
|   |   |   |   |   |   |

## اعمال روی چندوجهی‌ها

### بریدن
در چندوجهی‌ها، بریدن عملیاتی که طی آن رئوس چندوجهی قطع شده و به جای هر راس وجه جدیدی ایجاد می‌شود. این اصطلاح از نامهای کپلر برای اجسام ارشمیدسی گرفته شده‌است.
نوع خاصی از برش، بریدن یکنواخت است، یک عمل برش که به یک پلیتوپ منتظم (در اینجا چندوجهی منتظم) اعمال شده و یک چندوجهی با وجوه منتظم با طول ضلع‌های مساوی ایجاد می‌کند. درجاتی از آزادی در اندازه بریدن وجود نداشته و این یک هندسه ثابت را نشان می‌دهد، دقیقاً مانند چندوجهی‌های منتظم. شکل زیر نشان می‌دهد چگونه چند عمل بریدن یکنواخت متوالی مکعب را ابتدا به اجسام ارشمیدسی و سپس هشت وجهی تبدیل می‌کند و برعکس:
| مکعب | مکعب بریده شده | مکعب هشت وجهی | هشت وجهی بریده شده | هشت وجهی |

### ستاره ای کردن
ستاره ای کردن عملیاتی است که توسط کپلر در سال ۱۶۱۹ تعریف شده‌است: این کار شامل گسترش برخی از وجه‌های چندوجهی به نقطه ای است که آنها دوباره به هم می‌رسند. با این عملیات، چندوجهی‌های کپلر از دوازده وجهی منتظم ساخته شدند، دو تا از چهار چندوجهی که امروزه به عنوان چندوجهی‌های کپلر-پوآنسو شناخته می‌شوند. هشت وجهی ستاره ای یک ستاره هشت وجهی منتظم و ترکیب دو چهاروجهی منتظم است.
در زیر برخی از ستاره‌ها آورده شده‌است: یکی هشت وجهی ستاره ای، و سه مورد دیگر دوازده وجهی‌های ستاره ای منتظم (موارد اول و سوم از چندوجهی‌های کپلرند). مورد آخر چندوجهی حاصل از یک بار ستاره ای کردن بیست وجهی است:
| هشت وجهی ستاره ای | یک بار ستاره ای کردن دوازده وجهی | دو بار ستاره ای کردن دوازده وجهی | سه بار ستاره ای کردن دوازده وجهی | یک بار ستاره ای کردن بیست وجهی |

### مفروش سازی
برخی از چندوجهی‌ها می‌توانند به عنوان آجر برای پر کردن فضا بدون ایجاد سوراخ استفاده شوند، همان چیزی که در کندوها اتفاق می‌افتد: چنین عملیاتی را مفروش سازی می‌نامند. چندوجهی‌ها در یک قالب در امتداد وجه‌هایشان مجاورند. در میان اجسام افلاطونی، تنها چندوجهی ای که قادر به مفروش سازی است مکعب است. در میان اجسام ارشمیدسی، دوازده لوز وجهی و هشت وجهی بریده شده این توانایی را دارند. از هشت وجهی و چهاروجهی منتظم می‌توان به صورت جفت برای مفروش سازی استفاده کرد.
| مکعبی | دوازده لوزوجهی | هشت وجهی بریده شده | چهاروجهی و هشت وجهی |

### گسترش
گسترش عملی روی چندوجهی است که در آن وجوه به صورت شعاعی از هم جدا می‌شوند و وجوه جدید در رئوس و اضلاع تشکیل می‌شوند. این عمل را می‌توان با حفظ وجه‌ها در همان موقعیت اما کاهش اندازه آنها تصور کرد. چندوجهی حاصل از گسترش یک چندوجهی، چندوجهی ای است یکنواخت، دارای وجوه آن چندوجهی، وجوه دوگانش و وجوه مربعی جدید در محل ضلع‌های چندوجهی اولیه است. جدول زیر گسترش برخی چندوجهی‌ها را نمایش می‌دهد:
| چهاروجهی منتظم | مکعب و هشت وجهی منتظم | بیست وجهی و دوازده وجهی منتظم | مکعب هشت وجهی و دوازده لوزوجهی | بیست دوازده وجهی و سی لوزوجهی |

### اسناب
در هندسه، اسناب عملی است که روی چندوجهی اعمال می‌شود. این اصطلاح از نامهای یوهانس کپلر برای دو جسم ارشمیدسی - مکعب اسناب و دوازده وجهی اسناب - گرفته شده‌است. به‌طور کلی، اسناب‌ها دارای تقارن دستسانی (کایرالیتی) با دو شکل هستند: با جهت‌گیری عقربه‌های ساعت یا خلاف جهت عقربه‌های ساعت. با نام‌های کپلر، یک اسناب را می‌توان نوع دیگر گسترش یک چندوجهی منتظم دانست: حرکت دادن وجه‌ها از یکدیگر، چرخاندن آنها در مرکز آنها، افزودن چندضلعی‌های جدید که در راس‌های اصلی قرار دارند و اضافه کردن جفت مثلث‌هایی که بین ضلع‌های اصلی قرار دارند. کاکسیتر این مفهوم را به پلیتوپ‌های یکنواخت گسترش داد. سه تصویر سمت راست عمل اسناب را روی برخی چندوجهی‌ها و دو تصویر سمت چپ ارتباط بین چندوجهی گسترش داده شده و اسناب برخی چندوجهی‌ها را نشان می‌دهند:
| چهاروجهی منتظم حاصل بیست وجهی است | مکعب حاصل مکعب اسناب است | دوازده وجهی منتظم حاصل دوازده وجهی اسناب است | مکعب هشت وجهی و مکعب اسناب اسناب و گسترش مکعب | بیست دوازده وجهی و دوازده وجهی اسناب اسناب و گسترش دوازده وجهی |

### تناوب
در چندوجهی‌ها، تناوب که بریدگی جزئی نیز نامیده می‌شود، عملی است که در اثر آن رئوس چندوجهی یکی در میان برداشته می‌شوند. از آنجا که در اثر تناوب تعداد اضلاع نیز همانند رئوس نصف می‌شود، پس فقط می‌تواند روی چندوجهی‌هایی که تعداد اضلاع همه وجوهشان زوج است صورت گیرد. جدول زیر برخی چندوجهی‌ها (راست) و تناوبشان (چپ) را نشان می‌دهد:
| مکعب: چهاروجهی منتظم | مکعب هشت وجهی بریده شده: مکعب اسناب غیر یکنواخت | بیست دوازده وجهی بریده شده: دوازده وجهی اسناب غیر یکنواخت | هشت وجهی بریده شده: بیست وجهی با تقارن پیریتووجهی |

## تاریخچه

### دوران باستان

#### پیش از تاریخ
چندوجهی‌ها در اشکال معماری اولیه مانند مکعب‌ها و مکعب مستطیل‌ها ظاهر شدند. همچنین اولین اهرام مربع القاعده مصر باستان نیز از عصر حجر به جا مانده‌است.
اتروسک‌ها حداقل در مورد بعضی چندوجهی‌های منتظم پیش از یونانیان آگه بودند که از کشف یک دوازده وجهی اتروسکی ساخته شده از سنگ صابون در مونته لوفا مشهود است. وجه‌های آن که با طرح‌های مختلف مشخص شده بود، به برخی از محققان نشان می‌دهد که ممکن است از آن به عنوان قالب بازی استفاده شده باشد.

#### تمدن یونان
نخستین مطالعهٔ نظام‌مند دربارهٔ اجسام افلاطونی (چندوجهی‌های منتظم محدب) را فیثاغوری‌های یونان باستان انجام دادند. اجسام ارشمیدسی نام خود را از ارشمیدس گرفته‌اند، که در یک اثر از دست رفته دربارهٔ آنها بحث کرد. پاپوس اسکندرانی به آن اشاره می‌کند، با بیان اینکه ارشمیدس ۱۳ چندوجهی را ذکر کرده‌است.

#### چین
لیو هوی یکی از بزرگترین عوامل کمک به هندسه چندوجهی بود. به عنوان مثال، او دریافت که می‌توان گوه ای با قاعده مستطیل و دو طرف شیب دار را به یک هرم و یک گوه چهاروجهی تقسیم کرد. وی همچنین دریافت که می‌توان یک گوه با قاعده ذوزنقه و دو طرف شیب دار را به دو گوه چهاروجهی جدا کرد که توسط هرم جدا شده‌است.

#### تمدن اسلامی
ابوالوفا محمد بوزجانی در مطالعهٔ اجسام افلاطونی به کمک دوایر عظیمهٔ کره به طرح و ترسیم اجسام افلاطونی پرداخت و به دنبال آن به تجسم و ترسیم آثاری نو دست زد. در برابر پنج جسم افلاطونی، بوزجانی از پنج ترکیب کروی نام می‌برد که از ترکیب چندضلعی‌های منتظم تشکیل شده‌اند. پژوهش‌های بوزجانی غالباً متمرکز بر هندسهٔ ترسیمی بود، که مناسب کار صنعتگران و هنرمندان بود. از جملهٔ مساعی او می‌توان به کتاب فیما یحتاج الیه الصانع من الاعمال الهندسه اشاره کرد که با استفاده از ویژگی‌های اجسام افلاطونی و ارشمیدسی، روشی برای ترسیم اشکال سادهٔ هندسی به‌صورت ترکیبی (یا موزاییک‌کاری) برای پوشاندن کره به دست می‌دهد که در گنبدها و سقف‌های پیچیده معماری اسلامی به کار می‌رود.

### رنسانس
هنرمندان دوران رنسانس به‌منظور بررسی ویژگی‌های پرسپکتیو در آثارشان به‌شکلی گسترده از اجسام افلاطونی بهره می‌بردند، که نمونهٔ آن‌ها را می‌توان در موزائیک معروف پائولو آچلو در کلیسای جامع سنت مارکو در ونیز دید. همچنین لئوناردو دا وینچی در تصویرسازی‌هایش برای کتاب در باب تناسب الهی اثر لوکا پاچیولی اجسام افلاطونی را ترسیم و ویژگی‌های آنان (مانند نسبت طلایی) را بررسی کرده‌است. در دوران رنسانس، هنرمندان و ریاضیدانان اشکال خالص را با تقارن بالا بها می‌دادند و در حدود سال ۱۶۲۰ یوهانس کپلر کشف مجدد ۱۳ جسم ارشمیدسی را به پایان رسانده بود.

### چندوجهی ستاره ای منتظم

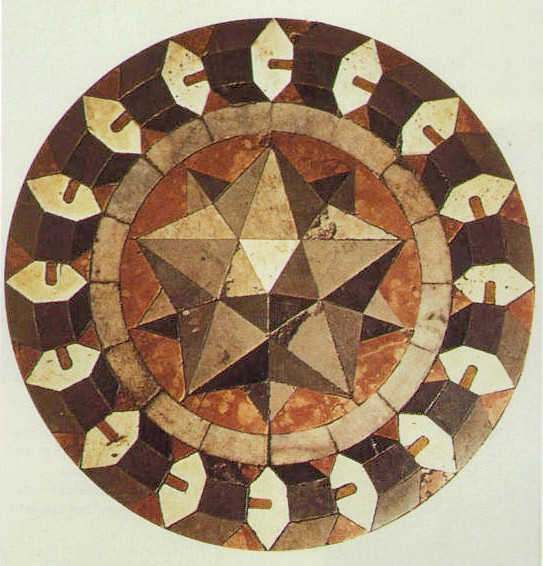
دوازده وجهی ستاره ای کوچک در کف کلیسای سنت مارک

بیشتر چندوجهی کپلر – پوآنسو، به نوعی قبل از کپلر شناخته شده بودند. یک دوازده وجهی ستاره ای کوچک در تارسیای مرمر (تخته خاتم) در کف کلیسای سنت مارک، ونیز، ایتالیا وجود دارد. قدمت آن از قرن پانزدهم میلادی است و گاهی اوقات آن را به پائولو اوچلو نسبت می‌دهند.
دوازده وجهی‌های ستاره ای بزرگ و کوچک که گاهی اوقات آن را چندوجهی‌های کپلر نیز می‌نامند، برای اولین بار توسط یوهانس کپلر در حدود سال ۱۶۱۹ به شکل منتظم مشاهده شدند.
در سال ۱۸۰۹، لوئیس پوآنسو با جمع کردن پنج ضلعی‌های ستاره ای در اطراف هر راس، چندوجهی‌های کپلر را دوباره کشف کرد. او همچنین چند ضلعی محدب را در اطراف رئوس ستاره جمع کرد تا دو ستاره منتظم دیگر، بیست وجهی بزرگ و دوازده وجهی بزرگ را کشف کند. برخی از افراد این دو را چند وجهی پوآنسو می‌نامند. پوآنسو نمی‌دانست که آیا همه چندوجهی‌های ستاره ای منتظم را کشف کرده‌است یا خیر.
چندوجهی‌های کپلر – پوآنسو را می‌توان از اجسام افلاطونی با فرایندی به نام ستاره‌ای کردن ساخت. بیشتر ستاره‌ها منتظم نیستند. مطالعه ستاره‌های اجسام افلاطونی توسط هارولد اسکات مک‌دونالد کاکسیتر و دیگران در سال ۱۹۳۸، با مقاله‌ای که اکنون به ۵۹ بیست وجهی مشهور است، شتاب بیشتری گرفت.

### فرمول اویلر و تولد توپولوژی
در سال ۱۷۵۰ لئونارد اویلر برای اولین بار ضلع‌های یک چند وجهی را در نظر گرفت، به او اجازه داد فرمول چندوجهی خود را که مربوط به تعداد رئوس، ضلع‌ها و وجوه است کشف کند. این نشانه تولد توپولوژی بود. هنری پوانکاره ایده‌های اصلیش را در اواخر قرن نوزدهم توسعه داد. این امر باعث شد بسیاری از مسائل دیرینه دربارهٔ اینکه چندوجهی چیست، حل و فصل شوند.
ماکس بروکنر خلاصه ای از کارهای مربوط به چندوجهی، از جمله بسیاری از یافته‌های خود را در کتاب «Vielecke und Vielflache: Theorie und Geschichte» در سال ۱۹۰۰ به زبان آلمانی منتشر کرد، اما کمتر شناخته شد.
در همین حال، کشف ابعاد بالاتر منجر به ایده چندوجهی به عنوان یک نمونه سه بعدی از پلیتوپ عمومی تر شد.

## پرسش های نمونه
1. چندوجهی را تعریف کنید.
2. سه مورد از زوایای چندوجهی را نام ببرید و هرکدام را توضیح دهید
3. اجزای های چندوجهی را تعریف کنید.
4. تقارن چندوجهی ها چگونه است؟
5. فرمول های منشوروار،هرم ناقص،متوازی السطوح،کره،پادمنشور،چندوجهی های منتظم چگونه است؟
6. چند نمونه چندوجهی نام ببرید
7. مشخصات و ویژگی های چندوجهی را در پنج مورد نام ببرید و توضیح دهید
8. فرمول زوایای داخلی چندوجهی منتظم را بنویسید.
9. نماد اشلفلی را تعریف کنید
10. چه رابطه ای بین حجم و مساحت کره است.

### نظریه عمومی
- Weisstein, Eric W. "Polyhedron". MathWorld.
- Polyhedra Pages
- Uniform Solution for Uniform Polyhedra by Dr. Zvi Har'El بایگانی‌شده  در ۸ آوریل ۲۰۱۷ توسط Wayback Machine
- Symmetry, Crystals and Polyhedra

### فهرست‌ها و اطلاعات مقدماتی
- Virtual Reality Polyhedra – دائرة المعارف چندوجهی‌ها
- Electronic Geometry Models – شامل چندوجهی‌های انتخابی با خواص غیرمعمول.
- Polyhedron Models – چندوجهی‌های تصویری.
- Paper Models of Uniform (and other) Polyhedra – مدل‌های کاغذی چندوجهی‌های یکنواخت (و سایر چندوجهی‌ها).

### نرم‌افزار آزاد
- A Plethora of Polyhedra – مجموعه تعاملی و آزاد چندوجهی در جاوا. ویژگی‌هایی شامل گسترده‌ها، مقاطع مسطح، دوگان، بریده‌ها و ستاره‌های بیش از ۳۰۰ چندوجهی است.
- Hyperspace Star Polytope Slicer – شامل گزینه‌های مختلفی برای نمایشگر ۳-بعدی است.
- openSCAD – نرم‌افزار کراس پلت فرم آزاد برای برنامه نویسان. چندوجهی‌ها فقط یکی از مواردی است که می‌توان مدل کرد.
- OpenVolumeMesh – یک کتابخانه ++C کراس پلت فرم منبع باز برای کار با مش‌های چند وجهی. توسعه یافته توسط گروه گرافیک رایانه ای آخن، دانشگاه RWTH آخن.